# 2025年德國聯邦議院選舉
2025年德國聯邦議院選舉（德語：Bundestagswahl 2025）於2025年2月23日依據德國基本法第39條舉行，以選出第21屆德國聯邦議院成员。
結果顯示，儘管這是有史以來第二差的成績，但聯盟黨仍處於領先地位。另類選擇黨位居第二，創下歷史新高。執政黨社民黨則跌至第三位，支持率自1933年納粹德國最後一次全國多黨制選舉以來首次跌破20%，同時也創下了自1887年德意志帝國時期聯邦選舉以來的最差记录。綠黨的得票率略有下降，而左翼黨則成功攀升至第五位。自民党與理性和公正則因未達議院代表席位的5%門檻而退出聯邦議院。
投票率為82.5%，較上屆增加了6個百分點，為德國統一以來的最高投票率。
2025年4月9日，聯盟黨與社民黨達成執政聯盟協議。

## 背景

### 上屆聯邦議院

1949 年以來的聯邦選舉結果與聯邦政府聯盟

2021年德國聯邦議院選舉的投票率為76.6%。
- 基民盟/基社盟（以下簡稱聯盟黨）和德国社会民主党（以下簡稱社民黨）這兩大傳統政黨的合計得票率，首次跌破 50%，反觀自2017年起進入議會的四個政黨，總得票率則突破 40%。

- 社民黨得票率以25.7%重回第一，創下2002年以來最佳成績，但仍低於過去高峰。
- 聯盟黨得票率24.1%，創歷史新低，並首次跌破30%。
- 聯盟90/綠黨（以下簡稱綠黨）取得14.7%，創下新高，但仍未達總理競選期望。
- 自由民主党（以下簡稱自民党）獲11.4%，首次連續兩次選舉保持兩位數。
- 德國另類選擇黨（以下簡稱選擇黨）下降至10.4%，失去最大反對黨地位。
- 左翼黨僅得4.9%，未達門檻，但因贏得3個直選席，得以進入國會。
- 所有其他政黨均未達5%門檻，但南什列斯威選民協會（以下簡稱南什列斯威協會）為少數民族政党而受保障，仍能進入國會。

選後，社民黨、綠黨和自民黨成立「紅綠燈聯盟」，並於2021年12月7日簽署第20屆聯邦議院的聯合執政協定。奧拉夫·蕭茲於12月8日當選為聯邦總理。

### 地方選舉

2020年以來在每個邦的邦選舉中各選區結果

#### 2022年
2022年，德國四個邦（下薩克森邦、北萊茵-西發利亞邦、薩爾邦及石勒蘇益格-荷爾斯泰因邦）舉行邦議會選舉，紅綠燈聯盟表現不一。
社民黨在下薩克森邦成功連任，並在薩爾邦取得壓倒性勝利，但在北萊茵-西發利亞邦及石勒蘇益格-荷爾斯泰因邦表現低迷，創下最差紀錄。
綠黨在三個邦取得增長，但在薩爾邦以微小差距未能進入議會，目前在三個邦參與執政聯盟。
自民黨則遭遇重創，無緣進入薩爾邦及下薩克森邦議會，並在其他兩邦失去席次，最終未能參與任何邦政府。
在野陣營中，德國基督教民主聯盟（以下簡稱基民盟）表現穩健，除薩爾邦外均有進展，並在石勒蘇益格-荷爾斯泰因邦幾乎獲得多數。
選擇黨在石勒蘇益格-荷爾斯泰因邦失利，在其他邦則表現參差。
左翼黨則遭遇慘敗，完全失去議會席位。

#### 2023年
德國四個邦（巴伐利亞、柏林、不來梅與黑森）在聯邦政府執政兩年後舉行選舉，結果顯示紅綠燈聯盟遭遇嚴重滑落。
社民黨僅在不來梅維持優勢，並與綠黨及左翼黨繼續執政。然而，在巴伐利亞，社民黨淪為最小黨；在柏林，失去第一大黨地位與執政聯盟，被迫與基民盟合作；在黑森亦與基民盟聯合執政。
綠黨表現低迷，除柏林外，其他邦席次皆減少，並在柏林與黑森淪為在野黨，僅在不來梅維持執政地位。
自民黨則表現最差，在柏林與巴伐利亞未能進入議會，僅在黑森與不來梅保住五席。
聯盟黨成為最大贏家，在所有邦均獲得增長，成功奪回柏林，並繼續執政黑森與巴伐利亞，僅在不來梅保持在野。
選擇黨則因聯邦執政聯盟的疲態而獲得顯著成長（未參選不來梅）。
左翼黨在黑森與巴伐利亞遭遇慘敗，但成功留在柏林與不來梅議會，並在不來梅助力左翼聯盟延續執政。

#### 2024年
2024年德國圖林根、薩克森與勃蘭登堡邦選舉結果顯示，紅綠燈聯盟持續失利，而極右派和極左派勢力崛起。
社民黨在圖林根與薩克森創下歷史最差表現，僅獲6席與10席，然而，仍成為兩邦組閣的關鍵角色。相比之下，在勃蘭登堡，社民黨表現良好，增加7席，僅需與理性和公正合作即可執政。
綠黨遭遇空前挫敗，失去所有三個邦的議會席次，無法參與任何邦政府。
自民黨更是慘敗，無一席次入議，且得票率在部分地區低於1%。
基民盟表現參差不齊，在圖林根穩居第二，但為組閣必須與多黨聯手，創下德國政壇新局。在薩克森，雖仍是第一大黨，但需與理性和公正合作以獲多數。在勃蘭登堡，基民盟創下該邦最差表現，無法進入政府。
選擇黨成為最大贏家，在圖林根奪下第一，在薩克森與勃蘭登堡均逼近第一大黨地位。
左翼黨則遭遇重創，失去勃蘭登堡的議會席次，並在圖林根跌出前三。
新成立的理性和公正表現亮眼，在三邦均取得雙位數席次，成為組閣關鍵力量。

### 日期安排
根據德國的《基本法》和《聯邦選舉法》，聯邦選舉必須安排在星期日或國定假日，且時間需要落在聯邦議院第一次開會後的46到48個月之間，除非議會被提前解散。第20屆聯邦議院在2021年10月26日舉行了第一次會議，因此下一次例行選舉的日期會在2025年8月31日到10月26日之間的一個星期日。2024年8月，聯邦內閣提出了2025年9月28日為選舉日的建議，這一提案隨後獲得了總統弗兰克-瓦尔特·施泰因迈尔的批准。

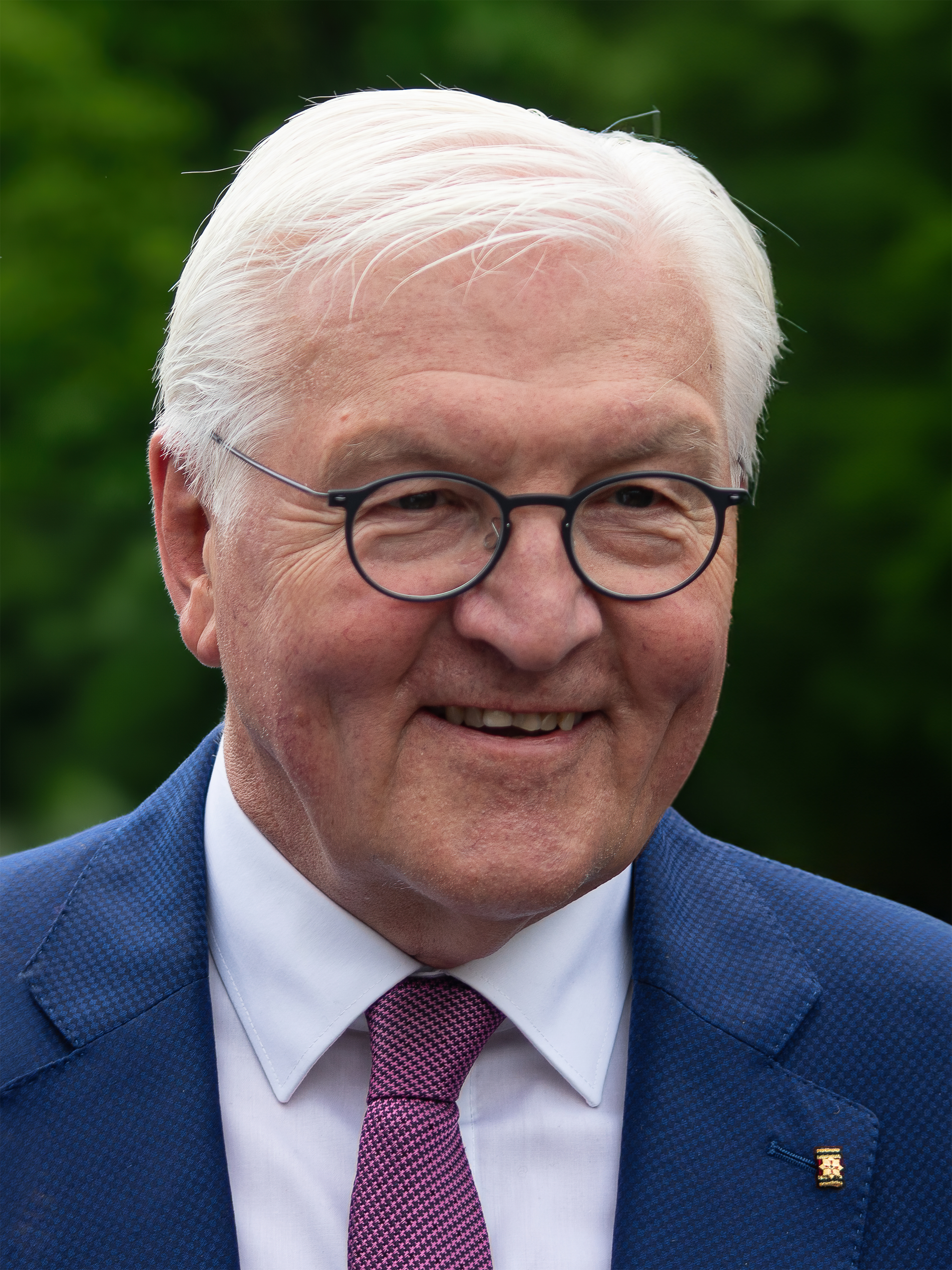
現任總統弗兰克-瓦尔特·施泰因迈尔

從2024年3月27日開始，也就是這屆議會任期開始後滿29個月，就可以開始選下一屆聯邦議會的代表。到了6月底，候選人也陸續被提名。如果參選的政黨需要提交支持簽名，那麼從提名候選人時就能開始收集。一些聯邦議員在2024年7月初就已經被各自政黨再次選為選區的候選人。例如，選擇黨在巴登-符騰堡州的2024年10月初確定了以愛麗絲·魏德爾為首的州名單。

### 提前舉行
聯邦選舉可提前舉行，前提是總統解散聯邦議院並安排臨時選舉。然而，根據《基本法》，這僅能在以下兩種情況下發生：
1. 總理選舉未果：在聯邦選舉後或總理職位出現空缺時，若聯邦議院於首輪投票後15天內未能以絕對多數選出總理，總統可選擇任命得票最多的候選人為總理，或解散聯邦議院（依據《基本法》第63條第4款）。
2. 信任投票失敗：若總理提出信任動議但未獲通過，則可請求總統解散聯邦議院，而總統可自主決定是否批准該請求（依據《基本法》第 68 條）。

在上述任何情況下，聯邦選舉必須於解散後60天內的星期日或國定假日舉行。但如果遇上戰爭而進入防卫狀態，選舉可延後至防卫狀態結束後的6個月。
2024年11月6日，聯合內閣因預算問題發生爭執，最終導致時任財政部長暨自民党黨魁克里斯蒂安·林德納被總理蕭茲解除職務，而自民党籍的閣員也因此相繼辭職。
種種變故令蕭茲領導的「紅綠燈聯盟」瓦解，他在11月6日晚間宣布將在2025年1月發起信任动议。若內閣未通過動議，蕭茲將請總統解散國會並讓選舉提前。
蕭茲所屬的社民黨與在野黨基民盟對選舉日期進行協商，最終決議將選舉提前至2025年2月23日，而信任动议也因此提前至2024年12月16日。
|  | 28.2 % |

|  | 53.8 % |

|  | 15.8 % |

|  | 2.2 % |

蕭茲於2024年12月11日正式向聯邦議院提交信任動議，並於12月 16 日進行表決。該動議需獲得至少 367 張贊成票才能通過，最終結果為 207 票贊成、394 票反對、116 票棄權，另有 16 名議員缺席或未投票。投票中，社民黨議員全數支持，除另有三名選擇黨議員外，所有在野黨均投下反對票。綠黨則選擇集體棄權，確保動議無法通過，同時避免直接投反對票對抗自身聯盟。
信任動議未能通過後，蕭茲前往貝爾維尤宮會見總統施泰因迈尔，並建議解散聯邦議院。
根據《基本法》，總統無義務批准解散，且擁有21天的考慮期限。此外，選舉日期由總統獨立決定，儘管施泰因邁爾接受了政黨的建議。在做出決定前，他先與各黨領袖進行協商，履行其憲法責任，以確認是否仍存在可行的多數聯盟。
12月 20 日，總統府發布聲明，確認協商已完成，並未能找到可組成多數的方案。12月 27 日，施泰因迈尔正式宣布解散聯邦議院，並確定選舉將於2月 23 日舉行。

## 選舉制度

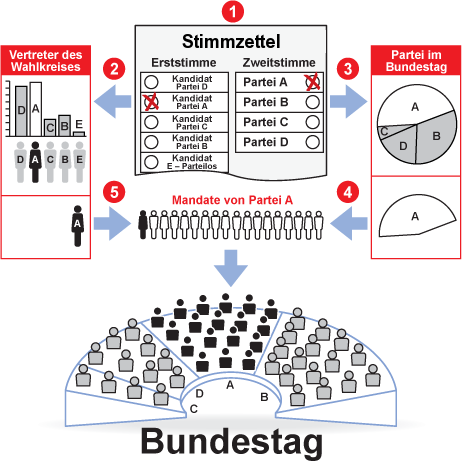
德國選舉制度的示意圖。

埃斯林根埃斯林根（選區）聯邦議院選舉選票（左邊投候選人，右邊投政黨）。

德國聯邦議院選舉以聯立制進行，每位選民擁有兩張選票：
1. 第一票（英语：First vote）（選區票）：用於直接選出所屬選區的議員，採用相對多數決（即得票最多者當選）。
2. 第二票（英语：Second vote）（政黨票）：投給政黨的全國政黨名單（英语：State list (Germany)），決定各政黨的總席次分配。

政黨必須符合以下條件之一，才能進入聯邦議院：
1. 全國政黨票得票率達5%
2. 至少在三個選區勝出

任何符合上述條件的政黨，將依其全國政黨票比例獲得對應席次。此外，由官方承認的少數民族政黨無須達到門檻。
議席分配採取兩階段，以聖拉古法計算：
1. 全國層級：依政黨票比例，分配席次給符合門檻的政黨。
2. 層級：將各政黨的全國席次進一步按邦內政黨名單分配。

每個政黨在各邦選區獲得的席次，將從其分配的總席次中扣除，確保最終結果符合比例。
獨立候選人若在選區獲得最多選票，則可直接當選。然而，若選民的第一票投給當選的獨立候選人，其第二票將不列入計算，以確保所有選民的投票權利公平。

### 選制改革
在這次選制改革前，若某政黨在某邦內贏得的選區席次超過其按比例應得的議席數，則可保留這些超額席次，而其他政黨則透過增加平衡席次來維持比例公平。然而，這一制度在2017年與2021年選舉中導致最終席次暴增。
2021年選舉後，聯邦議院議席達736席，成為全球最大民選議會，促使政府重新檢討自2013年起的選舉制度。最終，2023年3月通過選制改革，確定未來聯邦議院固定630席，並實施兩大變革：
1. 議席完全依政黨票比例分配，不再考慮選區席次超額問題。
2. 取消「三選區規則」，不允許政黨僅靠區域勝選進入議會。

根據新規，政黨不得保留超額席次，若某邦內某黨的當選選區議員數超過其按比例應得的席次，則該黨的選區當選者將依其第一票得票率由低到高依序排除。
此外，若某政黨僅在1至2個選區獲勝，且未達5%門檻，則該黨當選者將不再獲得議席。然而，若獨立候選人贏得選區，仍可進入聯邦議院。

#### 憲法爭議
該制度面臨反對聲浪，因為巴伐利亞基督教社會聯盟（以下簡稱基社盟）與左翼黨皆反對此次選舉制度改革。在2021年選舉中，左翼黨雖未達5%得票門檻，但因贏得3個選區，故能進入聯邦議院；而基社盟則僅以5.2%的全國第二票得票率險勝門檻，同時幾乎囊括巴伐利亞州所有選區（46席中奪得45席）。此外，基社盟是當屆唯一獲得超額席次的政黨。
兩黨均向總統施泰因邁爾施壓，要求他否決法案，但總統辦公室認定該法合憲，施泰因邁爾仍決定簽署。此後，基社盟與左翼黨，以及基社盟執政的巴伐利亞州政府，聯手向聯邦憲法法院提出訴訟。
法院於2024年4月23日至24日召開聽證會，並於7月30日作出裁決。法院基本維持新選舉法的效力，但裁定「不得完全取消5%門檻的例外規則，否則違憲」。法院認同門檻制度可防止議會過度分裂，但認為仍需確保選票不被浪費。
為避免影響即將到來的選舉，法院暫時恢復原有的「基本席次條款」，直到國會制定新的規則。改革草案原本曾考慮兩種可能方案：
1. 修改版基本席次條款（選區條款）：若政黨未達5%門檻，但贏得至少3個選區，仍可進入席次分配程序，且若第二票得票率足夠高，仍可獲得議席（類似於少數民族政黨的門檻豁免）。
2. 提高基本席次條款門檻至5個選區，確保政黨需更廣泛的區域支持才能進入議會。

最終，法院確認這兩種方案皆符合憲法。

## 政黨和候選人
主要參選政黨與選前席次如下：
| 政黨    | 政黨               | 政黨                   | 政黨               | 黨魁                                   | 總理候選人              | 意識型態                                                | 政治立場 | 席次      | 席次      | 地位   |
| 政黨    | 政黨               | 政黨                   | 政黨               | 黨魁                                   | 總理候選人              | 意識型態                                                | 政治立場 | 上屆結果  | 選前席次  | 地位   |
| ------- | ------------------ | ---------------------- | ------------------ | -------------------------------------- | ----------------------- | ------------------------------------------------------- | -------- | --------- | --------- | ------ |
|         | 德國社會民主黨     | 德國社會民主黨         | 德國社會民主黨     | 薩斯基婭·埃斯肯 拉爾斯·克林拜耳        | 奧拉夫·蕭茲             | 社會民主主義                                            | 中間偏左 | 206 / 736 | 207 / 733 | 執政黨 |
|         | 基民盟/基社盟      |                        | 德國基督教民主聯盟 | 弗里德里希·默茨                        | 弗里德里希·默茨         | 基督教民主主義                                          | 中間偏右 | 152 / 736 | 153 / 733 | 在野黨 |
|         | 基民盟/基社盟      | 巴伐利亞基督教社會聯盟 | 馬庫斯·澤德        | 45 / 736                               | 弗里德里希·默茨         | 基督教民主主義                                          | 中間偏右 | 43 / 733  |           | 在野黨 |
|         | 联盟90/绿党        | 联盟90/绿党            | 联盟90/绿党        | 费利克斯·巴纳萨克 弗兰齐斯卡·布兰特纳  | 罗伯特·哈贝克           | 綠色政治                                                | 中間     | 118 / 736 | 117 / 733 | 執政黨 |
|         | 自由民主黨         | 自由民主黨             | 自由民主黨         | 克里斯蒂安·林德納                      | 克里斯蒂安·林德納       | 自由主義                                                | 中間偏右 | 91 / 736  | 89 / 733  | 在野黨 |
|         | 德國另類選擇黨     | 德國另類選擇黨         | 德國另類選擇黨     | 愛麗絲·魏德爾 蒂諾·克魯帕拉            | 愛麗絲·魏德爾           | 右翼民粹主義                                            | 極右派   | 83 / 736  | 76 / 733  | 在野黨 |
|         | 左翼黨             | 左翼黨                 | 左翼黨             | 伊内斯·施韦尔特纳 扬·范阿肯            | 海迪·赖欣内克 扬·范阿肯 | 民主社會主義                                            | 左派     | 39 / 736  | 28 / 733  | 在野黨 |
|         | 理性和公正         | 理性和公正             | 理性和公正         | 莎拉·瓦根克内希特 阿米拉·穆罕默德·阿里 | 莎拉·瓦根克内希特       | 左翼民粹主義 文化保守主義                               | 極左派   | 0 / 736   | 10 / 733  | 在野黨 |
|         | 其他政黨和獨立人士 |                        | 南什列斯威選民協會 | 克里斯蒂安·迪绍尔                      | 斯特凡·塞德勒           | 南石勒蘇益格的丹麥人少數民族主義 弗里斯蘭人少數民族主義 | 中間     | 1 / 736   | 1 / 733   | 在野黨 |
|         | 其他政黨和獨立人士 | 德國聯盟               | 史蒂芬‧格羅斯      | —                                      | 保守主義 保守自由主義   | 右派                                                    | 0 / 736  | 1 / 733   |           | 在野黨 |
|         | 其他政黨和獨立人士 | 無黨籍                 | —                  | —                                      | —                       | —                                                       | 0 / 736  | 5 / 733   |           | 在野黨 |
| 1 / 733 | 其他政黨和獨立人士 | 無黨籍                 | —                  | —                                      | —                       | —                                                       | 0 / 736  | 執政黨    |           |        |

### 提名和主要總理候選人

#### 德國社會民主黨
11月初，多名社民黨議員及領導層成員，尤其是前黨主席西格馬爾·加布里爾，開始公開呼籲提名國防部長鮑里斯·皮斯托瑞斯為社民黨的總理候選人，理由是社民黨及現任總理蕭茲民調表現不佳。
根據德國公共廣播聯盟的民調，皮斯托瑞斯是全國最受歡迎的政治人物，有 60% 的選民認為他適合擔任總理，而基民盟領袖弗里德里希·默茨僅獲得 42% 的支持度，現任總理蕭茲則僅有 21%。
然而，在11月21日 發布的影片中，皮斯托瑞斯明確表示不會參選總理，並強調他完全支持蕭茲，終結了這場長達兩週的公開爭論。
這場黨內風波，以及領導層無法及時制止內部混亂，被外界視為對社民黨形象的重大損害。在之後的黨代表大會上，社民黨青年部主席菲利普·蒂爾默甚至直言批評黨魁薩斯基婭·埃斯肯與拉爾斯·克林拜耳，怒斥這場混亂為 「鬧劇」。
儘管如此，11月 25 日，社民黨執行委員會（包括皮斯托瑞斯在內）仍一致通過提名蕭茲為總理候選人。隨後，該提名於1月11日 在社民黨黨代表大會上正式確認；與歷任現任總理相同，投票採用鼓掌通過而非秘密投票，且幾乎無任何反對聲音。

#### 基民盟/基社盟
與上屆選舉相比，這次聯盟黨的總理候選人問題解決得更為順利。
在2024年9月薩克森邦與圖林根邦州選舉中，基民盟表現強勁，讓原本有機會競爭的北萊茵-西發利亞邦州长亨德里克·伍斯特和巴伐利亞邦州长、基社盟主席馬庫斯·澤德都轉而支持梅爾茨競選總理。
澤德原本被視為潛在競爭者，但他的形象在基民盟黨內基層並不理想，原因包括：
1. 2021年他與前基民盟主席阿明·拉舍特爭奪總理候選人提名，讓選民留下惡劣印象
2. 其後對拉舍特的人身攻擊，被視為削弱了聯盟黨競選聲勢
3. 選後明確排除與綠黨合作的可能性

值得一提的是，基社盟在歷史上僅兩次提名聯盟黨的總理候選人，分別是在 1980 年 和 2002 年。

#### 联盟90/绿党
11月17日，綠黨提名副總理罗伯特·哈贝克為總理候選人。與上屆選舉不同，這次由哈貝克領軍，而外交部長安娜萊娜·貝爾伯克則仍是聯合領袖之一。不過，哈貝克的競選團隊未使用「總理候選人」一詞，而改稱其為「德國人民的候選人」，但媒體仍使用傳統說法。

#### 自由民主黨
2024年11月，克里斯蒂安·林德納宣佈他將再次作為自民黨的總理候選人參加 2025年聯邦選舉。

#### 德國另類選擇黨
12月7日，選擇黨執行委員會提名愛麗絲·魏德爾為該黨的總理候選人。這是該黨首次使用「總理候選人」這一稱謂，而非傳統上較小政黨通常使用的「領銜候選人」。一般而言，僅有被視為有可能成為聯合政府主導政黨的社民黨、綠黨及聯盟黨會使用「總理候選人」一詞。由於其他政黨皆拒絕與選擇黨合作，其進入執政聯盟的可能性被認為極低。

#### 左翼黨

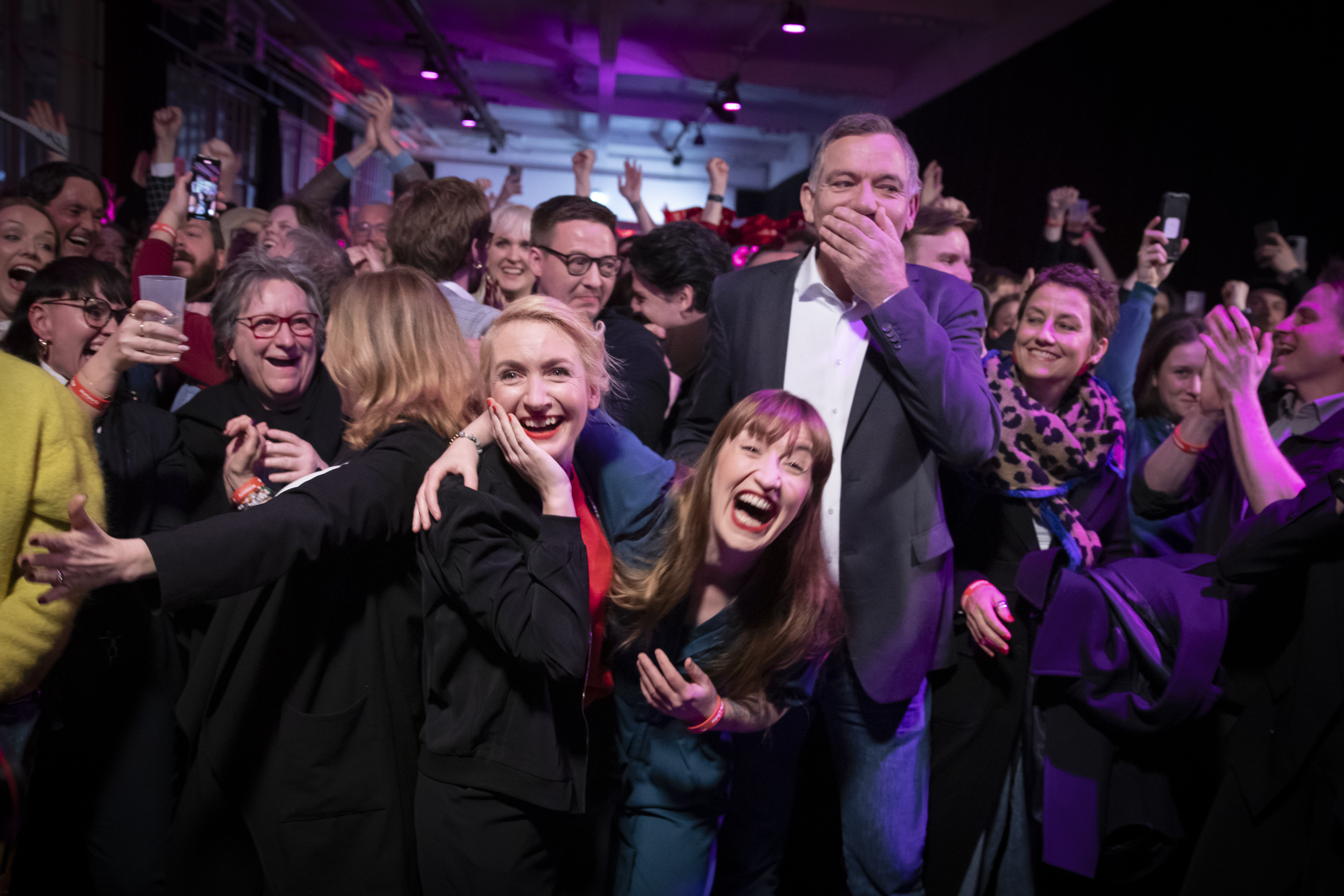
左翼黨領導層得知選舉結果时的反應。

在10月的左翼黨黨代表大會上，前聯邦議會領袖格雷戈爾·吉西宣布啟動 「銀髮行動」，試圖在黨內紛爭與低迷支持率下重振選情。
吉西承諾將再次競選特雷普托-哥本尼克選區，而前聯邦議會黨團領袖迪特瑪·巴奇則三度參選羅斯托克第二選區。此外，圖林根邦前邦總理博多·拉梅洛——左翼黨唯一曾擔任邦政府領袖的人——也將回歸競選，角逐艾福特第二選區的聯邦議會席位。
這項計畫的核心目標是利用三人較高的知名度，在各自的選區爭取勝利，確保左翼黨能夠留在聯邦議會。由於這三人皆為資深政治人物，該行動也帶有幾分幽默色彩。
同時，左翼黨共同主席伊内斯·施韦尔特纳也將參選，接替即將退休的格茜妮·勒茨施，競選左翼黨的傳統票倉里希坦伯格選區。而聯邦議會共同領袖瑟倫·佩爾曼也將爭取在萊比錫第二選區連任，這兩個選區普遍被認為仍將由左翼黨保住。
專家預測，吉西與拉梅洛在各自選區的勝算頗高，如果他們成功當選，左翼黨將能夠保持在聯邦議會的代表性。
此外，扬·范阿肯在黨代表大會上與施韋特納一同當選為左翼黨共同主席。不過，11月，黨內決定讓范阿肯與聯邦議會共同領袖海迪·赖欣内克共同擔任選戰的雙領銜候選人。

#### 理性和公正
12月16日，理性和公正宣布提名該黨創始人莎拉·瓦根克内希特為總理候選人。黨秘書長克里斯蒂安·海耶坦承，當時理性和公正的民調僅在4%到8%之間，根本不可能真正產生總理人選。他表示：「我們既不天真，也不自大。」但同時指出，由於「總理候選人」的稱謂已被過度濫用，理性和公正若不採取同樣策略，恐將在競選中失去曝光機會，例如無法參與電視辯論。

## 選舉議題
德國各主要政黨已陸續發布競選綱領。聯盟黨主張加強對烏克蘭的援助；綠黨致力於提升對移民的支持；自民黨推動養老金體系改革；而左翼黨在理性和公正分裂後，宣示回歸民主社會主義的理念。此外，風能政策亦是重要的討論焦點。

### 移民問題

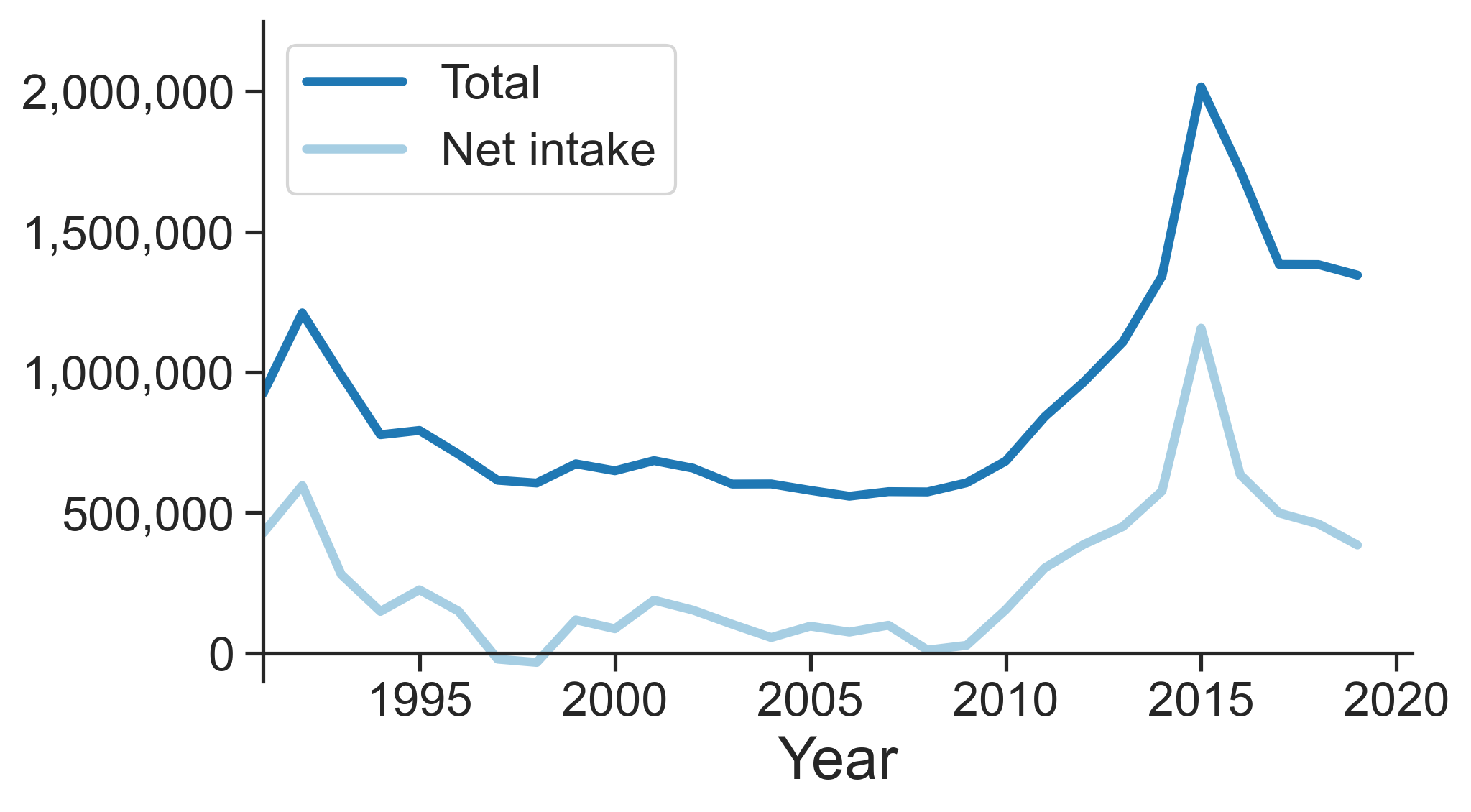
1990 年至 2020 年的德國移民人數。

自2014年以來，非法移民與庇護問題逐漸成為德國社會的核心議題，並受到部分政黨的高度關注。至2024年，約17%的德國人口擁有移民背景。在此脈絡下，選擇黨在移民問題上的立場最為鮮明，而社民黨、綠黨及自民黨則因過去三年聯合執政期間的移民政策爭議，選擇對此議題保持低調。這些政策成效受到社會多方批評，甚至被部分輿論視為失敗。
社民黨未在競選綱領中提出明確的移民政策，原因在於其執政期間因推行被視為「過於寬鬆」的移民政策而受到強烈批評。因此，社民黨選擇在選舉期間避談該議題。
聯盟黨提出「嚴格限制移民」的政策方針，並在選舉綱領中強調強化遣返措施，特別針對來自敘利亞與阿富汗的移民。其中，基社盟對移民政策的立場最為保守，主張庇護申請應與申請人的經濟獨立能力掛鉤，以減少國家財政負擔。此外，該黨提倡遣返犯罪移民及「高風險人士」，若原籍國無法接受遣返，則應考慮無限期拘留。基社盟亦強調加強邊境管制，以阻止非法移民進入德國並迅速驅逐非法入境者。
綠黨也因為其移民政策而未在競選綱領中明確闡述移民立場，而是將重點放在安全政策上，避免直接觸及移民問題。
自民黨則選擇聚焦經濟議題，未將移民問題納入其選舉綱領，延續前執政聯盟的策略，避免在該議題上表態。
選擇黨主張全面加強邊境管制，允許在邊境即時駁回庇護申請，並立即拘留移民以執行遣返程序。此外，即使獲得庇護許可，申請人仍需在拘留狀態下等待審查結束，以確保其資格得到最終核准。
左翼黨是唯一支持「開放邊境」的政黨，提倡讓所有尋求庇護者或希望入境德國的人能夠自由、安全地進入該國，並獲得庇護申請的機會。
理性和公正則表達了希望減少移民的立場，但未提出具體措施。其領袖瓦根克内希特強調，「德國無法接納所有人」，並呼籲加強打擊非法移民。

### 經濟議題

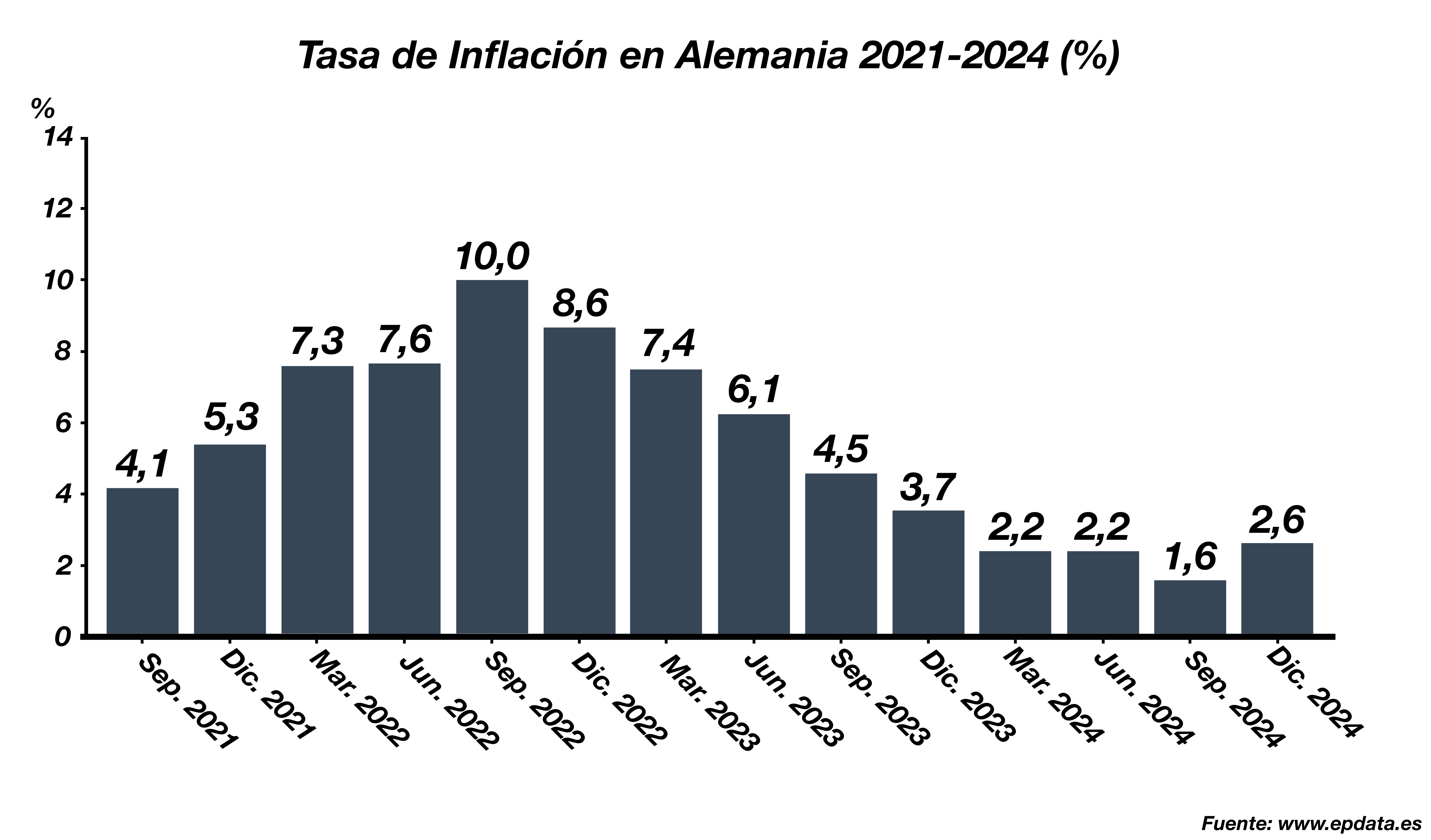
2021-2024 年季度德國的通貨膨脹率 （%）。

在這次選舉議題中，經濟議題成為核心焦點，這主要是因為社民黨、綠黨及自民黨的聯盟因經濟政策分歧而瓦解。社民黨與綠黨提議修改「債務剎車法」，以允許政府增加公共支出，但自民黨堅決反對此舉。
截至2024年，德國正面臨自統一以來最嚴峻的經濟危機，國內經濟陷入嚴重衰退。
為應對經濟挑戰，社民黨聚焦於降低德國電價，因為該國電價位居歐盟最高之一。他們主張設立電費上限，並提議對投資於新技術的企業提供10%的購買補貼。此外，社民黨構想設立初始資金達1000億歐元的「德國基金」，以公私合資模式推動未來投資。他們還希望修改「債務剎車法」，允許增加舉債以刺激經濟，同時提升最低工資，以改善勞工待遇。
另一方面，聯盟黨則提出了一系列減稅措施，涵蓋個人所得稅、社會保險費，以及餐飲業的增值稅，並計劃對加班工資免稅。此外，在養老金政策方面，該聯盟主張取消退休人員申報個人所得稅的義務。同時，他們提議為所有6至18歲的兒童設立由國家資助的資本市場投資賬戶，以促進長期財富累積。
綠黨將重點放在養老金制度改革上，這是德國最具爭議性的議題之一。他們提出建立一個由聯邦政府貸款和資金支持的「公民基金」，以使社會保障體系更加公平與可持續。此外，綠黨還主張透過修改「債務剎車法」來加大對氣候變遷政策的投資。
自民黨則延續其經濟自由主義立場，主張精簡政府、減少國家對經濟的干預，並強調個人責任。他們的政策包括大幅減稅、削減社會福利計劃及環境政策支出，以促進自由市場運作。
選擇黨則提出一系列激進的經濟政策，包括廢除歐元、恢復德國馬克，退出歐盟及共同市場，並重新依賴核能與俄羅斯天然氣，以降低能源價格。
左翼黨則倡導一系列非傳統經濟措施，例如由政府直接調控租金以減輕民眾的生活壓力，恢復近二十年前被廢除的遺產稅，並對高收入人群提高稅率，以促進財富再分配。
理性和公正則提議取消對俄羅斯的制裁，認為這些制裁嚴重影響德國經濟，並推高能源成本。此外，理性和公正批評現行的養老金與稅收制度，主張建立一個全民統一的退休基金，並以此基金資助全民醫療保險。

## 競選過程
競選活動正式啟動之日（即信任動議不通過當天），總理蕭茲立即失去國會信任，然而，他仍積極推動一系列政策承諾，包括促進優質就業、將最低工資提升至15歐元、改善教育體系、推動經濟增長、優化基礎設施，以及進一步降低食品增值稅，從7%降至5%，以提升社會公平。蕭茲形容此舉為「最直接關乎民生的議題」。
然而，反對黨領袖兼聯盟黨黨魁梅爾茨對此政策嗤之以鼻，諷刺該措施將涵蓋松露等高檔食材，並批評：「松露顯然不是普通民眾的日常食品。」
與此同時，選擇黨領袖魏德爾對蕭茲及梅爾茨均提出嚴厲批評，甚至公開考慮支持信任投票（最後投反對），以阻止梅爾茨上台（過渡政府）。
副總理哈貝克在魏德爾發言時選擇背對對方，綠黨議員則採取棄權策略，以防蕭茲因選擇黨支持而通過信任投票。
此外，理性和公正領袖瓦根克内希特指責兩大執政黨「與中產階級脫節」，並批評其推行的「政治正確」政策。
左翼黨則全方位抨擊各政黨，批評政府削減政策損害中低收入群體，同時譴責聯盟黨對選擇黨的態度過於寬容。

### 自民黨「D日」文件爭議

媒體報導自民黨關於其聯盟破裂計劃進程的“D 日進程金字塔”

11月15日，《時代周報》與《南德意志報》報導，自民黨內部一份策略文件顯示，該黨已醞釀數週，計畫推動紅綠燈聯盟的分裂。該文件以軍事化措辭描述政治進程，例如，導致林德納遭解職的18頁經濟報告被稱為「魚雷」，選舉競選則被形容為「正面戰場」。然而，最具爭議的是，文件將報告發表日稱作「D日」，該詞在德語中專指1944年諾曼第登陸，帶有強烈的戰爭意味，引發輿論質疑。
此消息一出，社民黨對此表達不滿，認為自民黨的行為缺乏誠信。該黨國會領袖羅爾夫·米策尼希表示，他對此「深感失望與震驚」。同時，這也與林德納的說法相矛盾——他先前曾稱政府瓦解是總理蕭茲「精心安排的中斷」，但曝光的文件顯示，自民黨早有計畫。
11月18日，自民黨秘書長比揚·吉爾-薩拉伊在接受RTL與n-tv訪問時，否認使用「D日」一詞，並強調黨內領導層對該文件毫不知情。而林德納則未對文件的真實性做出否認，僅簡短回應：「我們正處於競選階段，這有什麼值得關注的？」他的反應進一步引發外界討論。
11月28日，《表傳媒》公開了一份長達八頁的文件節選，該文件標題為《D日方案與行動》，並詳細規劃了破壞聯盟的策略、媒體應對方案，以及林德納的預設發言內容。
《南德意志報》則向自民黨領導層發出質問，要求於當日下午1點30分前作出回應。然而，自民黨未即時回應，而是選擇在晚間6點正式公開完整文件。秘書長薩拉伊表示，此舉旨在「避免媒體對文件內容產生錯誤解讀」。
自民黨強調，該文件由聯邦執行董事卡斯滕·雷曼於10月24日撰寫，主要探討如何向外界傳達該黨退出政府的決策，並非正式政策文件，也未曾提交政府或議員審閱。 然而，輿論壓力仍在升高，最終，薩拉伊與雷曼於翌日宣布辭職，以承擔責任。
社民黨代理秘書長馬蒂亞斯·米爾施則質疑自民黨的說法，認為薩拉伊只是「替罪羊」，並直指林德納難以撇清責任。對此，林德納在當晚發表書面聲明，再次否認知情，並表示該文件僅限黨內內部討論，未曾提交任何民選官員。
12月1日，前司法部長馬可·布施曼正式接任自民黨秘書長。

### 選擇黨爭議

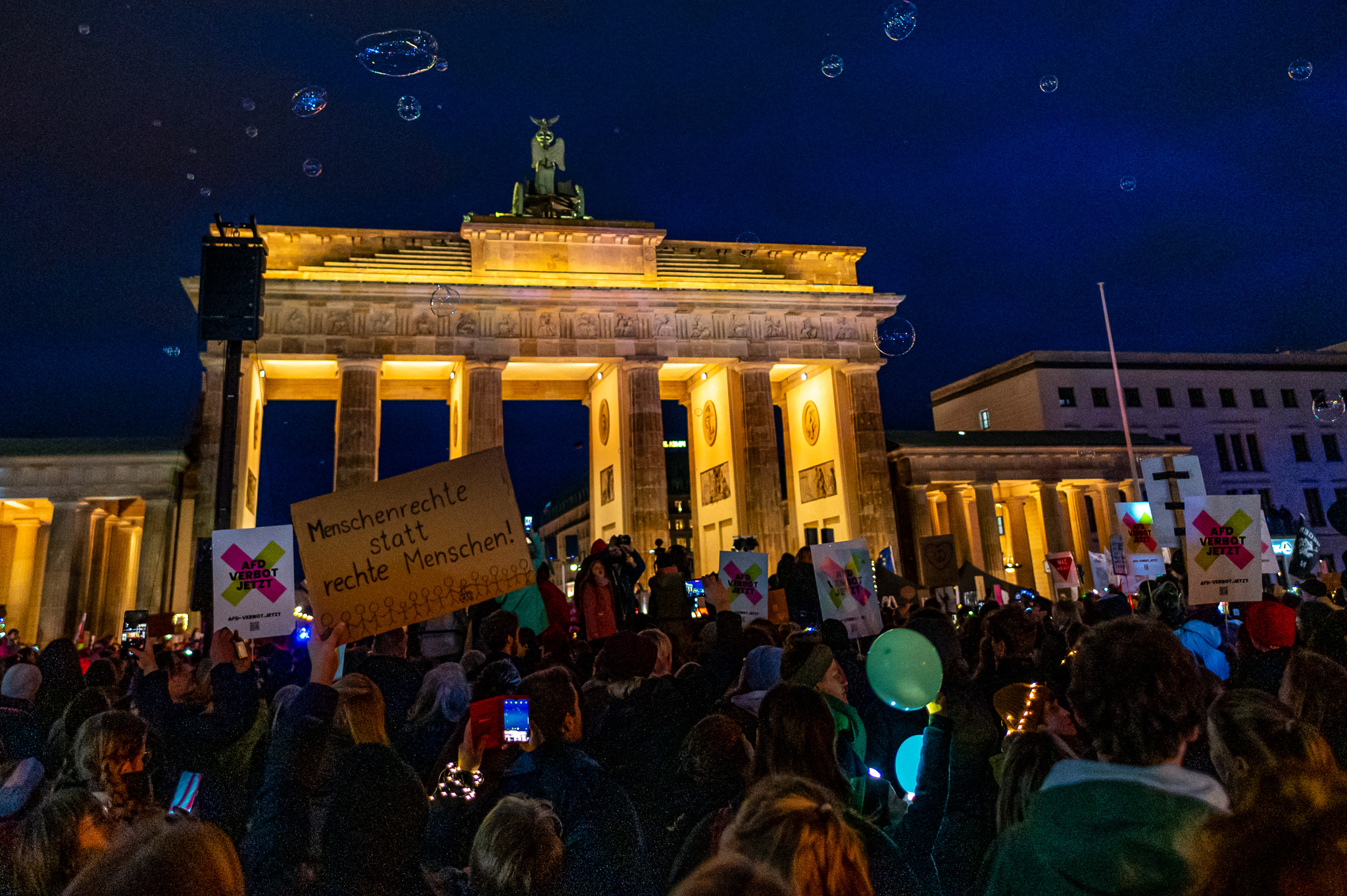
勃蘭登堡門的反法西斯示威者。

自2024年初以來，選擇黨因其在移民與歷史議題上的政治立場遭受強烈批評。隨著社民黨在民調中的支持率大幅下滑，選擇黨在2024年1月鞏固了德國第二大政治勢力的地位。此舉引發大量民眾的不安，他們視選擇黨為對德國民主的威脅，於是成千上萬的人走上街頭，在德國國會大廈前示威，強烈反對該政黨。
同月，一場新的抗議活動爆發，其導火線是2023年11月於勃蘭登堡州波茨坦舉行的秘密會議曝光。在該會議中，黨內討論大規模遣返移民計畫。消息於2024年月曝光後，引發全國大規模示威，超過70,000名民眾走上街頭，在波茨坦、法蘭克福、斯圖加特、多特蒙德、柏林、萊比錫、羅斯托克、埃森、科隆與紐倫堡等城市高呼反法西斯口號。總理蕭茲與外交部長貝爾伯克亦參與了波茨坦的抗議活動，並高舉「波茨坦捍衛自己」的口號。
2024年6月，選擇黨於德國西部城市埃森召開黨內大會，再度引發大規模抗議，成千上萬的示威者自全國各地湧入，抗議該政黨的崛起及其政策。在此次會議上，選擇黨聯邦共同主席魏德爾與蒂諾·克魯帕拉兩人再度連任。
2025年1月，距離德國聯邦大選僅剩一個月時，舉行的抗議活動規模更勝以往，為歷來最盛大的一次。全國各地共吸引超過 160,000 人上街，抗議者呼籲「阻止選擇黨」，指控該政黨威脅民主。柏林的示威活動規模最為龐大，約10萬人聚集於德國國會大廈前的共和廣場，並齊聲高唱反法西斯歌曲。2月初，又有25萬名民眾於慕尼黑抗議。

### 馬德堡聖誕市集衝撞事件

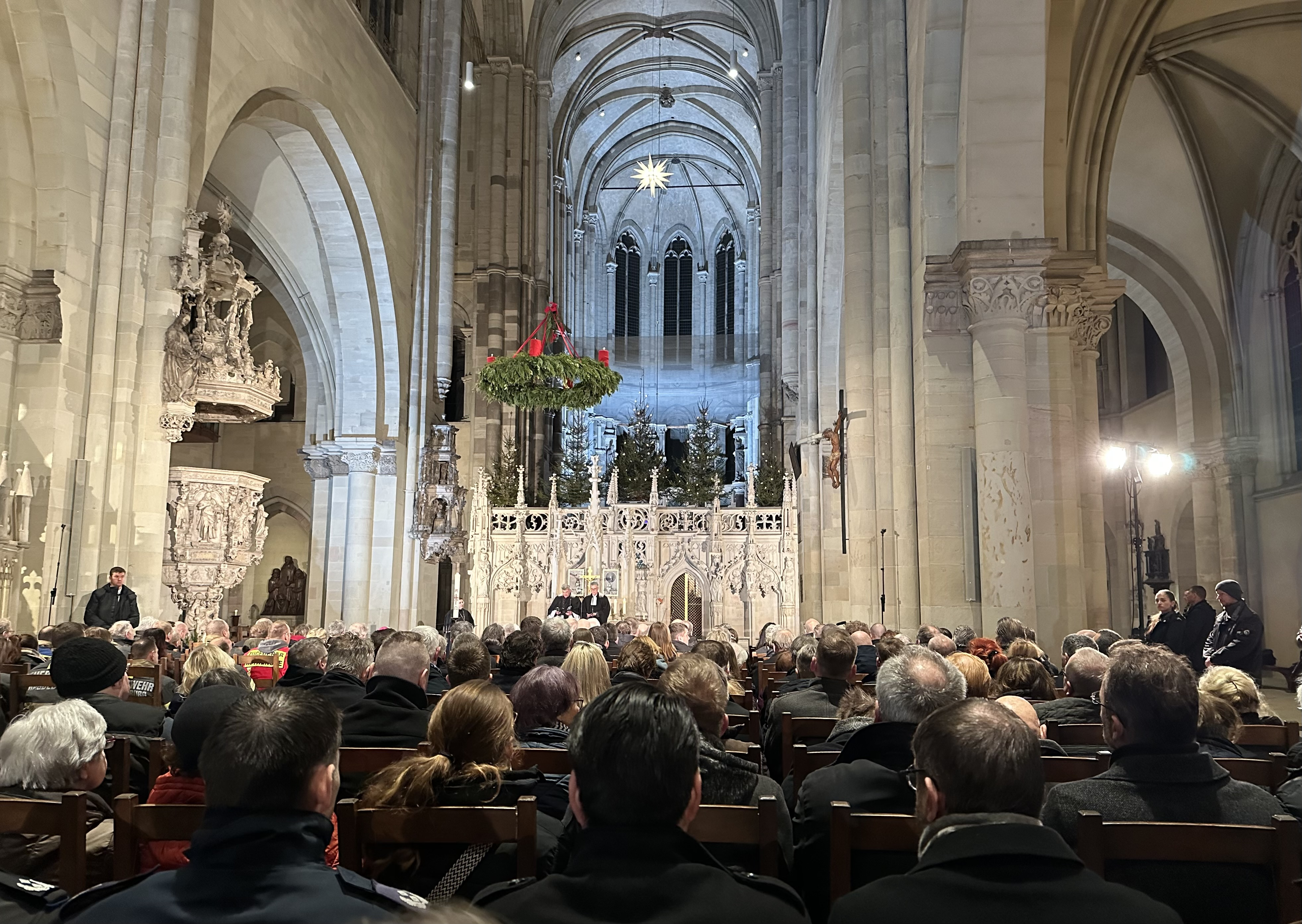
市民在馬德堡大教堂悼念馬德堡聖誕市場遇襲的受害者。

12月20日，德國薩克森-安哈特邦首府馬德堡發生一起嚴重車輛衝撞事件。一名沙烏地阿拉伯裔男子塔利布·阿卜杜勒穆赫辛駕駛汽車衝入當地聖誕市集的人群，造成5人死亡、約200人受傷。該男子自2016年獲得德國庇護，並已在該國生活近20年。
該案讓德國政壇再次討論移民及安全問題，並引發了極右派支持者的示威。

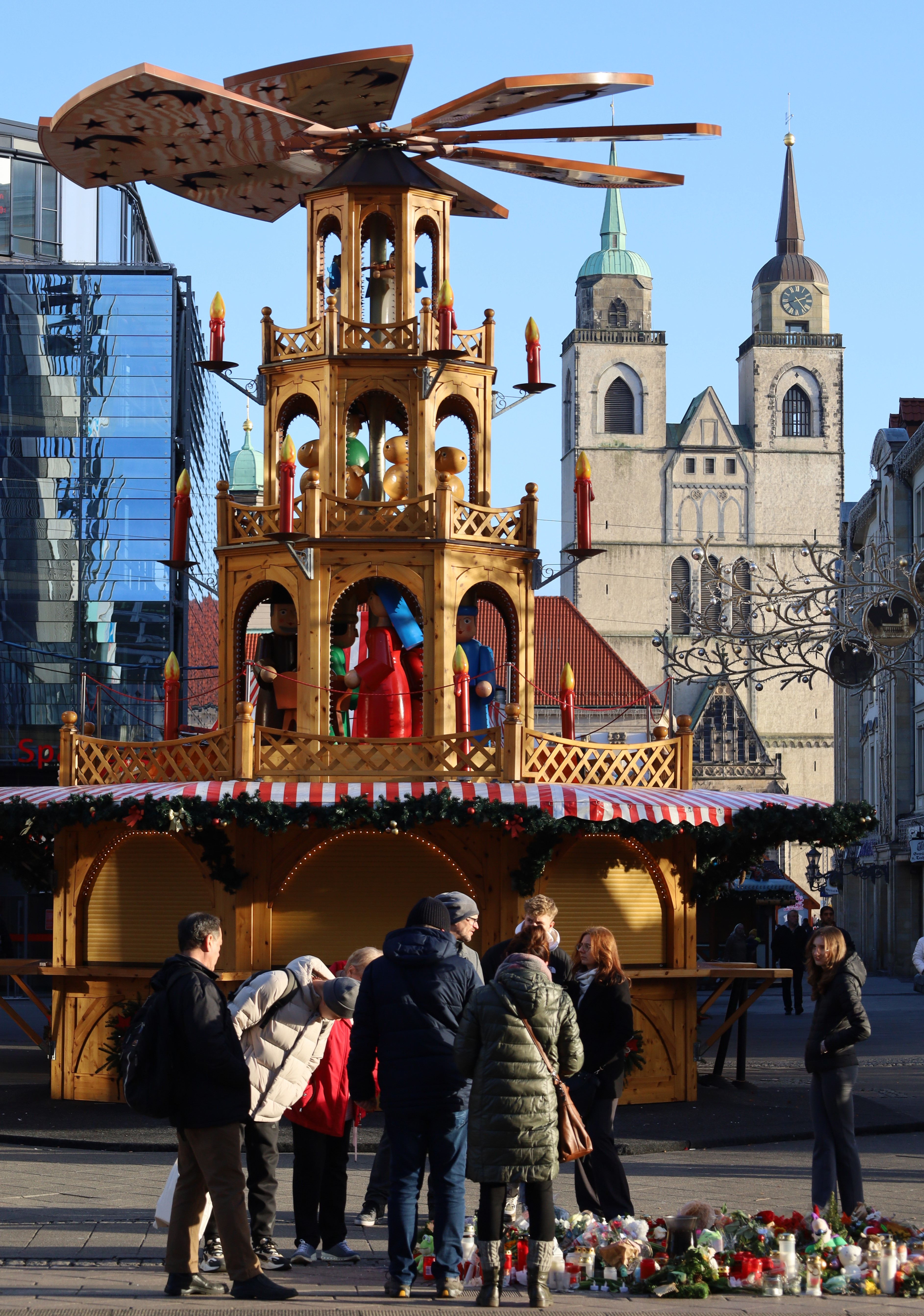
平安夜的哀悼者

#### 後續-阿沙芬堡持刀襲擊事件
2025年1月22日，德國巴伐利亞的阿沙芬堡發生一起嚴重的持刀攻擊事件，一名阿富汗籍男子因庇護申請遭拒，最終持刀襲擊並導致兩人喪生。
此次襲擊事件引發了德國國會內各政黨的不同政治反應。總理兼社民黨候選人蕭茲在社交媒體上強烈譴責這起襲擊，表示「這類暴力行為絕不能被容忍」，並遺憾地指出：「這類事件幾乎每隔數週就在我們的國家發生，而施暴者原本是來尋求庇護的人。」
聯盟黨領袖梅爾茨向受害者及其家屬表達哀悼，並強調：「我們不能允許這類犯罪成為日常生活的一部分。」
副總理兼綠黨候選人哈貝克則批評巴伐利亞州政府，質疑為何襲擊者在收到驅逐令後仍能留在德國。
自民黨領袖林德納表示，為尊重受害者，他不會發表政治聲明，但同時強調，國家應該深刻反思自身的制度漏洞。
選擇黨領袖魏德爾嚴厲批評聯邦政府與巴伐利亞州政府的移民政策，認為這些政策使得襲擊者得以在德國滯留。她並提出「再移民」計畫，以遣返類似背景的個人。
左翼黨未發表官方立場，而理性和公正領袖瓦根克内希特質疑，在短時間內發生多起襲擊後，聯邦政府為何未採取更強硬的應對措施。她強調，不應允許「濫用庇護權」的人繼續留在德國。

#### 後續-慕尼黑車輛衝撞襲擊事件
2025年2月13日，在即將舉行的國際安全會議前夕，巴伐利亞的慕尼黑發生一起嚴重車禍，一輛汽車衝撞人群，造成2人死亡，至少30人受傷。事發當時，受害者正參加由與左翼黨關係密切的服務行業工會組織的示威活動。
警方迅速逮捕了肇事駕駛，並表示：「目前沒有跡象顯示對公眾構成持續威脅。」數小時後，警方公布，駕駛者為一名阿富汗男子，其庇護申請已遭拒絕。然而，巴伐利亞內政部長約翰阿希姆·赫爾曼指出：「目前無法將其驅逐出境，因此他仍被允許留在德國。」此外，該男子有盜竊及毒品使用前科。
在事件發生後，德國政界領袖紛紛發表聲明。蕭茲向遇難者家屬表達哀悼，並宣布未來六個月內，德國將對所有邊界加強管控，以確保國內安全。
梅爾茨則在社交媒體 X 上向受害者家屬致哀，並強調庇護政策需要改革：「我們必須重新讓國民感到安全。德國需要改變。」
哈貝克對傷者表達慰問，期盼他們早日康復。
林德納則表示：「這起事件與過去的模式如出一轍。我們早已多次討論應對之策，現在是時候採取行動了。」
魏德爾公開要求巴伐利亞州總理澤德解釋，為何這名阿富汗籍庇護申請人未被驅逐，並呼籲政府立刻改變移民政策：「德國必須立即加強邊境管制、限制移民，並遣返所有應當離境者及犯罪分子！」
另一方面，左翼黨對傷者表達慰問，並敦促政府徹底調查事件真相。
瓦根克内希特則強調，所有對德國構成安全威脅的人都應立即被驅逐，並表示政府必須防止此類事件一再發生。

#### 後續-柏林持刀襲擊事件
2025年2月21日，距離聯邦大選僅剩兩天，柏林市中心發生一起持刀襲擊案。案發地點為歐洲被害猶太人紀念碑前，一名無證移民持刀攻擊一名西班牙遊客，導致受害者重傷，被緊急送往醫院救治。
嫌犯在行凶後逃離現場，但警方迅速在市內設立檢查站，最終成功將其逮捕，且嫌犯並未反抗。

### 移民緊縮政策
阿沙芬堡持刀襲擊事件後，聯盟黨領袖梅爾茨提出應加強國內安全管控，並計劃向聯邦議會提交兩項無約束力決議案，針對移民政策與國土安全問題，並呼籲社民黨及綠黨議員支持，但兩黨均表示反對。

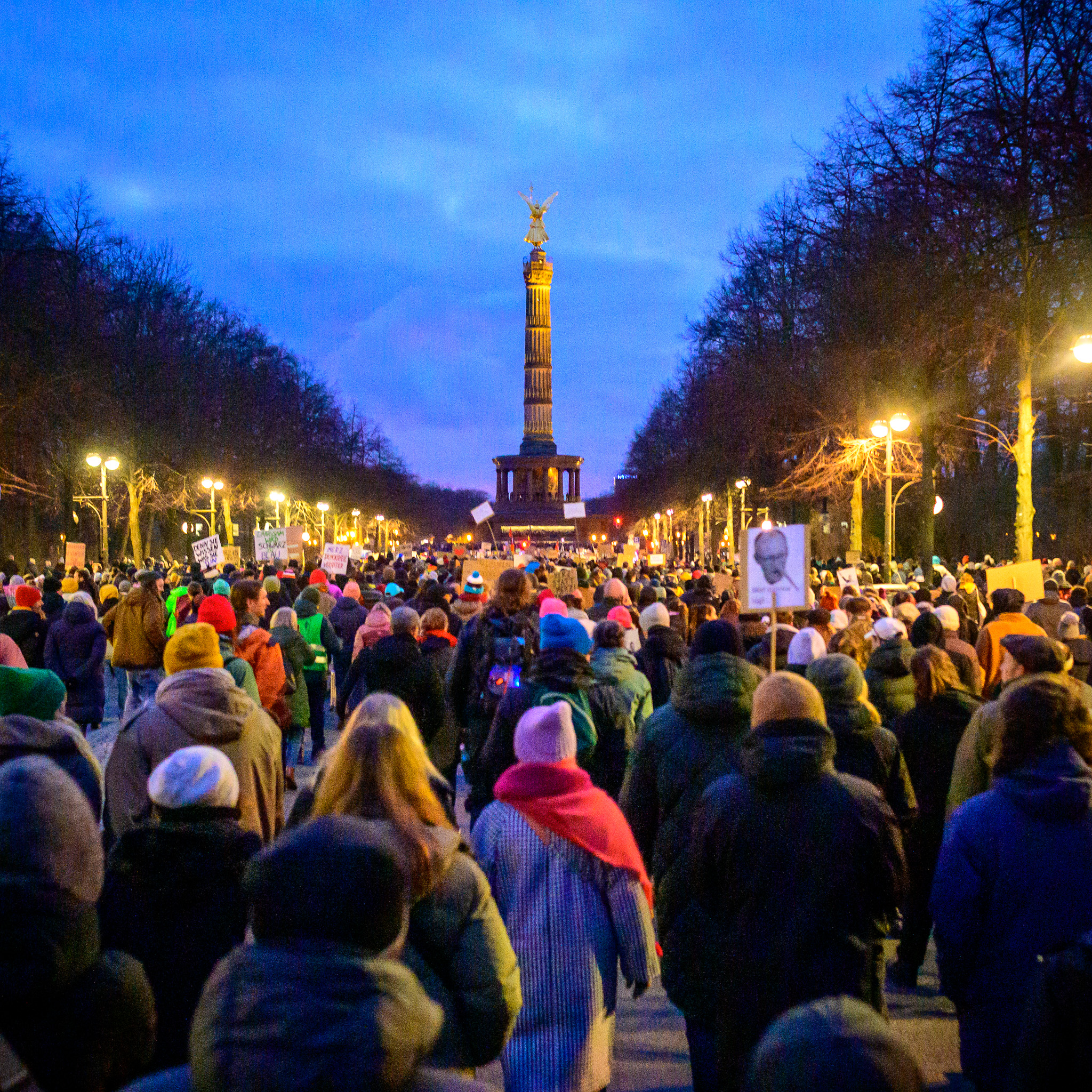
2025年2月2日，示威者以「體面者的起義——我們就是防火牆」為主題抗議聯盟黨與選擇黨的合作。

1月29日，德國聯邦議會在例行會議中，就聯盟黨黨團提出的兩項決議案進行投票。其中一項提案因大幅緊縮聯邦政府對庇護申請者的移民政策而引發極大爭議。
該提案最終獲得聯盟黨、自民黨、選擇黨及部分無黨籍議員的支持；而社民黨、綠黨及左翼黨則投下反對票；理性和公正議員選擇棄權，最終表決結果在733張票中，獲得348票贊成、344票反對、10票棄權，另有31名議員缺席或未投票，成功通過。此結果反映出議會內部的嚴重分歧。
另一方面，第二項名為「要求改變內部安全政策」的提案則未能獲得通過。該提案包括：對持雙重國籍者，如涉及嚴重犯罪或違反自由民主基本秩序，剝奪其德國國籍；以及賦予各聯邦州更大自主權，以決定驅逐與邊境庇護申請的處理方式。在733名參與投票的議員中，該提案得到190票贊成，509票反對，3票棄權，31名議員未投票。幾乎全部非聯盟黨的議員都投了反對票。
首項決議通過後，聯盟黨接受選擇黨支持的行為，引發外界批評，指責基民盟領袖梅爾茨在輿論壓力下，接受選擇黨選票，以確保提案通過，而破壞了長期以來對選擇黨的「防火牆」策略。社民黨、綠黨與左翼黨議員強烈譴責梅爾茨，指控其與選擇黨存在政治合作，但聯盟黨否認此說法。宗教界，包括天主教、基督教與猶太教代表，也表達對此舉的擔憂，前總理梅克爾亦對此表示反對。
1月31日，聯盟黨進一步提出《限制移入法》，該法案主要內容包括：取消擁有補充補充保護身份人士的家庭團聚權，影響對象以阿富汗及敘利亞戰爭難民為主；並將部分原由各州警察負責的職權，限期移交聯邦警察 (德國)執行，由地方外國人事務管理機構監督。
該提案最終獲得聯盟黨、自民黨、選擇黨、理性和公正及部分無黨籍議員的支持；而社民黨、綠黨及左翼黨投下反對票，最終表決結果在 733 張票中，獲得 338 票贊成、349 票反對、5票棄權，另有41名議員缺席或未投票，未能通過。此結果進一步激化社會對立，約 13,000 名示威者湧上柏林街頭，抗議聯盟黨與選擇黨的政治互動。
政治學界對此意見分歧。部分專家認為，此次投票代表2017年選擇黨進入聯邦議會以來，德國政壇「防火牆」政策的正式破裂。然而，亦有分析認為，此事件仍屬特例，尚不足以視為聯盟黨與選擇黨正式建立政治合作的開始。

#### 影響
在聯盟黨與選擇黨達成協議推動庇護政策決議後，數千名民眾、組織及政治領袖發起抗議，批評此舉破壞了對選擇黨的「防火牆」策略。
左翼黨率先發起示威，當天即吸引超過20萬人走上街頭，這場大規模抗議直接影響了選情。聯盟黨因合作爭議導致支持率下滑，而左翼黨則受惠於選民動員，支持度上升。
其中，左翼黨的支持率回升至5%，得以進入聯邦議會，並在柏林、埃爾福特與萊比錫的關鍵選區取得突破。綠黨同樣受益，短時間內支持率從10-11%升至13%。
相較之下，選擇黨的支持率微幅下跌，社民黨和自民黨維持不變，而理性和公正因未明確反對與選擇黨合作，導致支持度從8%降至選舉門檻邊緣的5%。
在接下來的數週內，「防火牆政策」的討論持續成為政治議程的核心議題。然而，根據政治晴雨錶的數據，民眾對梅爾茨政策的看法呈現兩極分化，支持與批評比例大致相當，未對民意調查結果造成顯著波動。

### 社會對立
本屆德國聯邦議院選舉充滿了嚴重的社會對立。部分選民為了阻止選擇黨勝選，呼籲選民進行「戰略投票」，支持最有機會勝出的政黨，以防止選擇黨上台。聯盟黨自2023年起便在民調中保持6至13%的領先優勢，這主要歸因於「紅綠燈聯盟」的執政表現極不受歡迎，最終導致該聯盟瓦解。
選舉的對立局勢更因左翼黨內部分裂而加劇。由瓦根克內希特領導的理性和公正在2024年初的民調中獲得接近10%的支持率，成為選舉格局中的新變數。
此外，聯邦議會對由總理蕭茲領導的政府失去信任，使得社會分裂進一步加深。選舉期間，各政黨之間的攻擊與抹黑行為愈演愈烈，直到除選擇黨與理性和公正之外的所有國會政黨簽署了一項協議，承諾確保選舉過程公平、公正且透明，這才暫時緩解了緊張局勢。
然而，伊隆·馬斯克公開支持選擇黨，進一步加劇了選舉的對立氛圍。馬斯克透過其社交平台 X 表態支持選擇黨總理候選人魏德爾，並親自在 X 上專訪魏德爾。此舉在歐洲引發軒然大波，多國政界領袖指責馬斯克干涉德國內政，試圖影響選舉結果。德國主要政黨的領導人紛紛譴責馬斯克的行為，認為這是對德國民主的「外來干涉」。然而面對批評，馬斯克不僅未退縮，反而更加支持選擇黨，並宣布將在 X 平台上免費為其提供廣告宣傳。
選戰期間再度發生驚人事件，自民黨領袖林德納於公開活動中遭到左翼活動人士襲擊，對方朝他臉上砸了一塊蛋糕。此事件隨即引發政壇強烈譴責，各政黨領袖一致譴責暴力行為，並聲援這位前財政部長。
1月15日，選舉對立情勢再次升溫。當社民黨在巴伐利亞州奧古斯堡掛置競選海報時，幾名州議員遭到一群男子推擠攻擊。事後，社民黨成員懷疑襲擊者可能是選擇黨的支持者，因為社民黨被破壞的競選海報旁，出現了選擇黨的競選宣傳品，進一步加劇了外界對選舉暴力的憂慮。

### 可能的執政聯盟
目前，社民黨、綠黨和自民黨均無意延續「紅綠燈聯盟」，自民黨領袖林德納更在11月解職後，堅決否認任何重返該聯盟的可能性。
從選情來看，由聯盟黨領導的政府最有可能誕生，這與其在民調中的領先優勢相符。基民盟領袖梅爾茨表態願與社民黨、自民黨及綠黨進行聯合政府談判。然而基社盟主席澤德強烈反對與綠黨合作，使「黑綠聯盟」的可行性大打折扣。在此背景下，「大聯合政府」（聯盟黨 + 社民黨）成為最具現實性的方案，但澤德明確表示，唯有現任社民黨總理蕭茲不再入閣，他才會支持此方案。聯盟黨还表示不希望组建三党政府，但由于两大老牌政党地位受挑战，黑紅聯盟的优势非常微弱，若自民党、理性与公正和左翼党有其中两个突破5%门槛会使得大联合政府席位未能过半，使得未来联盟出现了新的变数。
另一方面，自民黨領袖林德納則希望與聯盟黨組建政府，這一組合歷史悠久，最近一次可追溯至梅克爾的第二屆內閣。然而，梅爾茨也提醒，自民黨的支持率需提升至6至7%才能確保聯盟擁有穩定多數。由于自民党存在无法突破5%门槛的风险，自民党呼吁聯盟黨选民改投自民党以便于形成右派多数，此言论引起梅爾茨不满，称这是一场浪费。與此同時，自民黨聯邦議院副議長沃爾夫岡·庫比奇則公開支持「德國聯盟」（聯盟黨+社民黨+自民黨），認為這將是一種可行的權力平衡方案。而自民党也反对和绿党联盟。
雖然社民黨在勃蘭登堡州與理性和公正共組政府，圖林根州亦出現基民盟、社民黨與理性和公正的「黑莓聯盟」，但在聯邦層級，聯盟黨、社民黨、綠黨與自民黨均排除與理性和公正合作的可能性，顯示各黨對理性和公正參與國政仍存有高度戒心。
與此同時，選擇黨亦在政治光譜上遭到全面孤立，所有政黨皆拒絕與其合作。聯盟黨更進一步通過「不相容決議」，正式禁止與選擇黨及左翼黨在聯邦層級展開任何形式的合作，而自民黨亦明確表示不會與左翼黨聯手，顯示德國主流政黨對極端政治勢力的排斥態度。
能否僅由兩個政黨組成多數聯盟，將取決於最終進入聯邦議院的政黨數量。目前，社民黨、聯盟黨、綠黨及選擇黨皆穩定超過5%門檻，而自民黨、左翼黨、理性和公正及自由選民黨（以下簡稱選民黨）的選情則充滿不確定性。因此，最終的政黨數量可能介於四至八個，進一步增加了席次分配的變數，使選前預測更加困難。

### 辯論
在信任投票失敗後，德國公共廣播聯盟和德國電視二台（以下統稱廣播公司）迅速宣布，將舉辦兩場總理候選人辯論，涵蓋四個主要政黨。蕭茲與默茨的對決定於2月9日，而哈貝克與魏德爾則將於2月10日交鋒。這與2021年競選時的安排有所不同，當時廣播公司曾舉辦過一場三方辯論，邀請基民盟、社民黨及綠黨的候選人同台較量。
然而，此次辯論安排引發爭議。 選擇黨與綠黨代表抗議，指責廣播公司存有偏袒。哈貝克的競選發言人宣布，他將拒絕參加，並批評廣播公司企圖影響選情，偏向傳統主流政黨。魏德爾的發言人則要求舉辦三方辯論，理由是選擇黨在民調中排名第二，並表示該黨正考慮對廣播公司提起法律訴訟。此外，林德納和瓦根克內希特均表示，願意代替哈貝克參與第二場辯論。
12月18日，《表傳媒》報導稱，蕭茲已同意參加此次辯論，但條件是僅與默茨進行對決，這一要求最終獲得廣播公司的接受。對此，綠黨黨團領袖愛琳·米哈利克要求廣播公司作出解釋。然而，廣播公司發言人否認有任何政治干預，並表示辯論安排純粹基於現任總理與最具勝算挑戰者的競爭態勢。隨後，哈貝克於12月20日正式回函廣播公司，表明拒絕參與，廣播公司則宣布取消原定的第二場辯論。
廣播公司還計劃舉辦兩場四方訪談節目，讓蕭茲、默茨、哈貝克和魏德爾分別接受觀眾提問，節目將於2月13日和17日播出。此外，他們還將在2月20日舉行傳統的「最後圓桌會議」，邀請所有聯邦議院現有政黨的領袖參與討論。
RTL也宣布，將在選舉前的星期日舉辦一場蕭茲與默茨的辯論，並計劃當晚再安排兩場不同政黨候選人間的一對一辯論。RTL 發言人表示：「讓五位總理候選人同台辯論，最終恐怕只會變成一場談話節目。」未獲邀的左翼黨對此表達不滿，並表示正在考慮法律行動，而 RTL 則回應稱，該黨因民調落後於其他政黨而未獲邀請。
阿克塞爾·斯普林格集團旗下的《世界報》和《圖片報》則宣布，將於2月19日聯合舉辦蕭茲與默茨的辯論，這將是選舉前最後一場由兩位候選人直接對決的辯論。
另外，ProSiebenSat.1 Media總編輯皮奇（Sven Pietsch）在去年11月表示，該廣播集團已邀請基民盟、社民黨、綠黨和選擇黨參加多場辯論，並正在與各黨協商，但當時未透露具體細節。值得注意的是，該集團在2021年選舉前曾舉辦過三方辯論，並於旗下ProSieben、德國衛星一台和有線一台三個頻道同步播出。
| 2025年德國聯邦議院選舉辯論 | 2025年德國聯邦議院選舉辯論 | 2025年德國聯邦議院選舉辯論            | 2025年德國聯邦議院選舉辯論            | 2025年德國聯邦議院選舉辯論            | 2025年德國聯邦議院選舉辯論            | 2025年德國聯邦議院選舉辯論            | 2025年德國聯邦議院選舉辯論            | 2025年德國聯邦議院選舉辯論            | 2025年德國聯邦議院選舉辯論            |            |                |
| 日期和時間                 | 主辦單位                   | P 出席 N 缺席 S 代理 I 受邀 NI 未受邀 | P 出席 N 缺席 S 代理 I 受邀 NI 未受邀 | P 出席 N 缺席 S 代理 I 受邀 NI 未受邀 | P 出席 N 缺席 S 代理 I 受邀 NI 未受邀 | P 出席 N 缺席 S 代理 I 受邀 NI 未受邀 | P 出席 N 缺席 S 代理 I 受邀 NI 未受邀 | P 出席 N 缺席 S 代理 I 受邀 NI 未受邀 | P 出席 N 缺席 S 代理 I 受邀 NI 未受邀 |            |                |
| 日期和時間                 | 主辦單位                   | 基民盟                                | 社民黨                                | 綠黨                                  | 選擇黨                                | 自民黨                                | 左翼黨                                | 基社盟                                | 理性和公正                            |            |                |
| -------------------------- | -------------------------- | ------------------------------------- | ------------------------------------- | ------------------------------------- | ------------------------------------- | ------------------------------------- | ------------------------------------- | ------------------------------------- | ------------------------------------- | ---------- | -------------- |
| 日期和時間                 | 主辦單位                   | 2025年1月 28 日                       | 德國電視二台                          | P 弗雷                                | P 克林拜耳                            | P 貝爾伯克                            | P 魏德尔                              | P 林德納                              | P 范阿肯                              | P 杜布林德 | P 瓦根克内希特 |
| 2025年2月6日               | 德國電視二台               | NI                                    | NI                                    | P 巴纳萨克                            | S 克魯帕拉                            | P 林德納                              | P 范阿肯                              | P 杜布林德                            | P 瓦根克内希特                        |            |                |
| 2025年2月9日               | 廣播公司                   | P 默茨                                | P 朔尔茨                              | NI                                    | NI                                    | NI                                    | NI                                    | NI                                    | NI                                    |            |                |
| 2025年2月10日              | 德國公共廣播聯盟           | NI                                    | NI                                    | NI                                    | NI                                    | P 林德納                              | P 范阿肯                              | P 貝爾                                | P 瓦根克内希特                        |            |                |
| 2025年2月 12 日            | 巴伐利亞廣播公司           | NI                                    | NI                                    | NI                                    | P 普羅奇卡                            | NI                                    | P 古爾皮納爾                          | NI                                    | P 恩斯特                              |            |                |
| 2025年2月 12 日            | 中德廣播公司               | P 穆勒                                | P 施耐德                              | P 萊姆克                              | P 克魯帕拉                            | P 赫布斯特                            | P 拉梅洛                              | NI                                    | P 呂德斯                              |            |                |
| 2025年2月 12 日            | 西南廣播公司               | P 沃肯                                | P 施密德                              | P 布兰特纳                            | P 弗隆邁爾                            | P 斯庫德爾尼                          | P 米羅                                | NI                                    | P 塔蒂                                |            |                |
| 2025年2月 13 日            | 德國電視二台               | P 默茨                                | P 朔尔茨                              | P 哈貝克                              | P 魏德尔                              | NI                                    | NI                                    | NI                                    | NI                                    |            |                |
| 2025年2月 16 日            | RTL德國, n-tv              | P 默茨                                | P 朔尔茨                              | P 哈貝克                              | P 魏德尔                              | NI                                    | NI                                    | NI                                    | NI                                    |            |                |
| 2025年2月 17 日            | 德國公共廣播聯盟           | P 默茨                                | P 朔尔茨                              | P 哈貝克                              | P 魏德尔                              | NI                                    | NI                                    | NI                                    | NI                                    |            |                |
| 2025年2月 19 日            | Welt                       | P 默茨                                | P 朔尔茨                              | NI                                    | NI                                    | NI                                    | NI                                    | NI                                    | NI                                    |            |                |
| 2025年2月 20 日            | 廣播公司                   | S 林尼曼                              | S 米爾施                              | S 貝爾伯克                            | P 魏德尔                              | P 林德納                              | P 范阿肯                              | P 杜布林德                            | P 瓦根克内希特                        |            |                |
| 2025年2月 22 日            | 德國衛星一台, ProSieben    | N 默茨                                | P 朔尔茨                              | P 哈貝克                              | P 魏德尔                              | NI                                    | NI                                    | NI                                    | NI                                    |            |                |

## 選舉結果

### 選區結果一覽
| 2025-02-23 Bundestagswahl – Wahlabend CDU by Sandro Halank–026 (3x4 cropped).jpg | 2025-02-23 Bundestagswahl – Wahlabend CDU by Sandro Halank–047.jpg |

| 2025-02-17 ARD-Wahlarena zur Bundestagswahl 2025 by Sandro Halank–051.jpg | 2025-03-02 Wahlabend Hamburg by Sandro Halank–024.jpg |

| Republica24-F5-Dienstag-Stand-4.jpg | Wahlkampf Landtagswahl NRW 2022 - SPD - Roncalliplatz Köln 2022-05-13-4265.jpg |

| 2025-01-27-Franziska Brantner-Hart aber fair-1472.jpg | 2024-11-25-Felix Banaszak-Hart aber fair-0975.jpg |

| Bundespressekonferenz der Linken nach der Bundestagswahl 2025 - 54348142088.jpg | Hart aber fair 2025-03-10-1266.jpg |

來源：

### 選後議席
| ↓      |      |                |        |        |        |  |
| 120    | 85   | 1              | 64     | 152    | 208    |  |
| 社民黨 | 綠黨 | 南什列斯威協會 | 左翼黨 | 選擇黨 | 聯盟黨 |  |

### 政黨席次一覽
政黨席次率
政黨得票率（比例代表）
政黨得票率（選區）
| 每個州中各政黨總席次 每個選區中各政黨總席次 聯邦議會席次 |                        |            |        |            |            |        |     |     |     |  |  |  |
| 政黨                                                     |                        |            |        |            |            |        |     |     |     |  |  |  |
| 比例代表                                                 | 比例代表               | 比例代表   | 選區   | 選區       | 選區       | 總席次 | +/– |     |     |  |  |  |
| 得票數                                                   | %                      | 席次       | 得票數 | %          | 席次       | 總席次 | +/– |     |     |  |  |  |
|                                                          | 德國基督教民主聯盟     | 11,196,374 | 22.55  | 36         | 12,604,184 | 25.46  | 128 | 164 | ▲12 |  |  |  |
|                                                          | 德國另類選擇黨         | 10,328,780 | 20.80  | 110        | 10,177,318 | 20.56  | 42  | 152 | ▲60 |  |  |  |
|                                                          | 德國社會民主黨         | 8,149,124  | 16.41  | 76         | 9,936,433  | 20.07  | 44  | 120 | ▼86 |  |  |  |
|                                                          | 联盟90/绿党            | 5,762,380  | 11.61  | 73         | 5,443,393  | 11.00  | 12  | 85  | ▼33 |  |  |  |
|                                                          | 左翼黨                 | 4,356,532  | 8.77   | 58         | 3,933,297  | 7.95   | 6   | 64  | ▲25 |  |  |  |
|                                                          | 巴伐利亞基督教社會聯盟 | 2,964,028  | 5.97   | 0          | 3,272,064  | 6.61   | 44  | 44  | ▼1  |  |  |  |
|                                                          | 南什列斯威選民協會     | 76,138     | 0.15   | 1          | 58,779     | 0.12   | 0   | 1   | 0   |  |  |  |
|                                                          | 理性和公正             | 2,472,947  | 4.98   | 0          | 299,401    | 0.60   | 0   | 0   | 0   |  |  |  |
|                                                          | 自由民主黨             | 2,148,757  | 4.33   | 0          | 1,622,912  | 3.28   | 0   | 0   | ▼91 |  |  |  |
|                                                          | 其餘政黨               | 2,194,452  | 4.43   | 0          | 2,087,445  | 4.31   | 0   | 0   | 0   |  |  |  |
|                                                          | 無黨籍                 |            |        |            | 70,163     | 0.14   | 0   | 2   | 0   |  |  |  |
| 總共                                                     | 總共                   | 49,649,512 | 100.00 | 354        | 49,498,186 | 100.00 | 276 | 630 | —   |  |  |  |
|                                                          |                        |            |        |            |            |        |     |     |     |  |  |  |
| 有效票數                                                 | 有效票數               | 49,649,512 | 99.44  |            | 49,928,653 | 99.15  |     |     |     |  |  |  |
| 無效及空白票數                                           | 無效及空白票數         | 279,141    | 0.56   | 423,264    | 0.85       |        |     |     |     |  |  |  |
| 總票數                                                   | 總票數                 | 49,928,653 | 100.00 | 49,928,653 | 100.00     |        |     |     |     |  |  |  |
| 已登記選民／投票率                                       | 已登記選民／投票率     | 60,510,631 | 82.51  | 60,510,631 | 82.51      |        |     |     |     |  |  |  |
| 資料來源: Federal Returning Officer                      |                        |            |        |            |            |        |     |     |     |  |  |  |

#### 各聯邦州政黨票票數分佈
| 各邦政黨得票率     | 各邦政黨得票率     | 各邦政黨得票率     | 各邦政黨得票率     | 各邦政黨得票率     | 各邦政黨得票率     | 各邦政黨得票率     | 各邦政黨得票率     | 各邦政黨得票率     | 各邦政黨得票率     | 各邦政黨得票率     | 各邦政黨得票率     | 各邦政黨得票率     | 各邦政黨得票率     | 各邦政黨得票率     | 各邦政黨得票率     | 各邦政黨得票率     | 各邦政黨得票率     | 各邦政黨得票率     | 各邦政黨得票率     |          |      |     |     |
| 每個邦的政黨得票率 | 每個邦的政黨得票率 | 每個邦的政黨得票率 | 每個邦的政黨得票率 | 每個邦的政黨得票率 | 每個邦的政黨得票率 | 每個邦的政黨得票率 | 每個邦的政黨得票率 | 每個邦的政黨得票率 | 每個邦的政黨得票率 | 每個邦的政黨得票率 | 每個邦的政黨得票率 | 每個邦的政黨得票率 | 每個邦的政黨得票率 | 每個邦的政黨得票率 | 每個邦的政黨得票率 | 每個邦的政黨得票率 | 每個邦的政黨得票率 | 每個邦的政黨得票率 | 每個邦的政黨得票率 |          |      |     |     |
| 聯邦州             | 已登記選民         | 總票數             | 投票率             | 聯盟黨             | 聯盟黨             | 選擇黨             | 選擇黨             | 社民党             | 社民党             | 綠黨               | 綠黨               | 左翼党             | 左翼党             | 理性和公正         | 理性和公正         | 自民黨             | 自民黨             | 其他               | 其他               |          |      |     |     |
| 聯邦州             | 已登記選民         | 總票數             | 投票率             | 比例代表           | 選區               | 比例代表           | 選區               | 比例代表           | 選區               | 比例代表           | 選區               | 比例代表           | 選區               | 比例代表           | 選區               | 比例代表           | 選區               | 其他               | 其他               | 比例代表 | 選區 |     |     |
| ------------------ | ------------------ | ------------------ | ------------------ | ------------------ | ------------------ | ------------------ | ------------------ | ------------------ | ------------------ | ------------------ | ------------------ | ------------------ | ------------------ | ------------------ | ------------------ | ------------------ | ------------------ | ------------------ | ------------------ | -------- | ---- | --- | --- |
| 聯邦州             | 已登記選民         | 總票數             | 投票率             |                    | 2,262,785          | 1,890,250          | 83.5               | 27.6               | 30.6               | 16.3               | 16.1               | 18.8               | 22.6               | 14.9               | 14.9               | 7.8                | 6.1                | 3.4                | -                  | 4.7      | 3.6  | 6.5 | 6.1 |
|                    | 1,293,732          | 1,029,150          | 79.5               | 17.8               | 20.2               | 35.0               | 37.0               | 12.4               | 17.6               | 5.4                | 3.6                | 12.0               | 14.2               | 10.6               | -                  | 3.2                | 2.9                | 3.6                | 4.5                |          |      |     |     |
| 汉堡               | 1,299,260          | 1,050,234          | 80.8               | 20.7               | 22.3               | 10.9               | 11.0               | 22.7               | 28.0               | 19.3               | 20.6               | 14.4               | 12.5               | 4.0                | -                  | 4.5                | 3.4                | 3.4                | 2.2                |          |      |     |     |
|                    | 6,042,951          | 5,038,396          | 83.4               | 28.1               | 31.1               | 17.8               | 17.6               | 23.0               | 29.4               | 11.5               | 9.7                | 8.1                | 6.4                | 3.8                | -                  | 4.1                | 3.0                | 3.6                | 2.8                |          |      |     |     |
|                    | 450,509            | 350,378            | 77.8               | 20.5               | 22.7               | 15.1               | 15.2               | 23.1               | 27.5               | 15.6               | 15.4               | 14.8               | 12.8               | 4.3                | -                  | 3.5                | 2.8                | 3.0                | 3.6                |          |      |     |     |
|                    | 2,034,083          | 1,658,616          | 81.5               | 18.1               | 20.2               | 32.5               | 34.5               | 14.8               | 20.5               | 6.6                | 5.2                | 10.7               | 11.5               | 10.7               | -                  | 3.2                | 2.7                | 3.4                | 5.4                |          |      |     |     |
|                    | 1,734,716          | 1,348,053          | 77.7               | 19.2               | 23.5               | 37.1               | 38.8               | 11.0               | 13.8               | 4.4                | 3.7                | 10.8               | 12.5               | 11.2               | -                  | 3.1                | 2.8                | 3.3                | 4.9                |          |      |     |     |
| 柏林               | 2,442,031          | 1,961,161          | 80.3               | 18.3               | 21.3               | 15.2               | 15.2               | 15.1               | 16.8               | 16.8               | 17.4               | 19.9               | 21.8               | 6.6                | 2.1                | 3.8                | 2.7                | 4.2                | 2.7                |          |      |     |     |
|                    | 12,883,912         | 10,588,884         | 82.2               | 30.1               | 34.0               | 16.8               | 16.4               | 20.0               | 25.1               | 12.4               | 11.7               | 8.3                | 6.8                | 4.1                | 0.1                | 4.4                | 3.3                | 3.8                | 2.6                |          |      |     |     |
|                    | 3,184,219          | 2,584,784          | 81.2               | 19.7               | 23.9               | 37.3               | 38.5               | 8.5                | 9.7                | 6.5                | 5.0                | 11.3               | 12.8               | 9.0                | 3.1                | 3.2                | 2.7                | 4.4                | 4.3                |          |      |     |     |
|                    | 4,343,264          | 3,609,003          | 83.1               | 28.9               | 32.3               | 17.8               | 17.7               | 18.4               | 23.6               | 12.6               | 11.5               | 8.7                | 7.2                | 4.4                | -                  | 5.0                | 3.6                | 4.2                | 4.1                |          |      |     |     |
|                    | 1,652,367          | 1,333,615          | 80.7               | 18.6               | 20.6               | 38.6               | 38.7               | 8.8                | 10.0               | 4.2                | 2.8                | 15.2               | 15.9               | 9.4                | 7.3                | 2.8                | 2.1                | 2.5                | 2.6                |          |      |     |     |
|                    | 3,013,681          | 2,500,852          | 83.0               | 30.6               | 33.6               | 20.1               | 19.2               | 18.6               | 23.2               | 10.4               | 8.3                | 6.5                | 5.0                | 4.2                | 2.2                | 4.6                | 3.4                | 4.9                | 5.1                |          |      |     |     |
|                    | 9,464,900          | 7,997,019          | 84.5               | 37.2               | 41.2               | 19.0               | 17.4               | 11.6               | 12.8               | 12.0               | 12.2               | 5.7                | 4.6                | 3.1                | 0.3                | 4.2                | 3.1                | 7.2                | 8.4                |          |      |     |     |
|                    | 7,653,940          | 6,382,217          | 83.4               | 31.6               | 36.0               | 19.8               | 19.4               | 14.2               | 15.8               | 13.6               | 14.0               | 6.8                | 5.7                | 4.1                | -                  | 5.6                | 4.3                | 4.3                | 4.8                |          |      |     |     |
|                    | 734,253            | 604,703            | 82.4               | 26.9               | 29.6               | 21.6               | 21.6               | 21.9               | 29.9               | 7.2                | 5.1                | 7.3                | 6.9                | 6.2                | -                  | 4.3                | 3.5                | 4.7                | 3.4                |          |      |     |     |

#### 各聯邦州政黨比例代表席次
|      | 15  |    | 5   | 4  | 3  | 2  | 1 |
|      | 8   | 3  |     | 2  | 1  | 2  |   |
| 汉堡 | 7   | 2  | 2   |    | 1  | 2  |   |
|      | 35  | 6  | 13  | 2  | 8  | 6  |   |
|      | 4   | 1  | 1   |    | 1  | 1  |   |
|      | 12  | 4  |     | 3  | 2  | 3  |   |
|      | 9   | 4  |     | 2  | 1  | 2  |   |
| 柏林 | 12  | 2  | 3   | 3  | 2  | 2  |   |
|      | 72  | 3  | 26  | 14 | 16 | 13 |   |
|      | 15  | 7  |     | 3  | 2  | 3  |   |
|      | 28  |    | 9   | 8  | 7  | 4  |   |
|      | 10  | 4  | 1   | 2  | 1  | 2  |   |
|      | 19  |    | 7   | 6  | 4  | 2  |   |
|      | 57  |    | 22  | 14 | 14 | 7  |   |
|      | 47  |    | 19  | 13 | 9  | 6  |   |
|      | 4   |    | 2   |    | 1  | 1  |   |
| 總共 | 354 | 36 | 110 | 76 | 73 | 58 | 1 |

#### 各聯邦州政黨選區席次
| 每個邦中第一票（選區票）各個政黨的席次 |      |          |          |          |          |          |          |          |          |          |
| 聯邦州                                 | 席次 | 贏得席次 | 贏得席次 | 贏得席次 | 贏得席次 | 贏得席次 | 贏得席次 | 贏得席次 | 贏得席次 | 贏得席次 |
| 聯邦州                                 | 席次 | 聯盟黨   | 選擇黨   | 社民党   | 綠黨     | 左翼党   |          |          |          |          |
| 聯邦州                                 | 席次 |          |          |          |          |          |          |          |          |          |
|                                        | 10   | 8        |          | 1        | 1        |          |          |          |          |          |
|                                        | 5    |          | 5        |          |          |          |          |          |          |          |
| 汉堡                                   | 6    | 1        |          | 3        | 2        |          |          |          |          |          |
|                                        | 30   | 15       |          | 15       |          |          |          |          |          |          |
|                                        | 1    |          |          | 1        |          |          |          |          |          |          |
|                                        | 9    |          | 8        | 1        |          |          |          |          |          |          |
|                                        | 7    |          | 7        |          |          |          |          |          |          |          |
| 柏林                                   | 12   | 3        | 1        | 1        | 3        | 4        |          |          |          |          |
|                                        | 64   | 44       |          | 17       | 3        |          |          |          |          |          |
|                                        | 15   |          | 14       |          |          | 1        |          |          |          |          |
|                                        | 17   | 15       |          | 2        |          |          |          |          |          |          |
|                                        | 8    |          | 7        |          |          | 1        |          |          |          |          |
|                                        | 12   | 11       |          | 1        |          |          |          |          |          |          |
|                                        | 44   | 44       |          |          |          |          |          |          |          |          |
|                                        | 32   | 29       |          |          | 3        |          |          |          |          |          |
|                                        | 4    | 2        |          | 2        |          |          |          |          |          |          |
| 總共                                   | 276  | 172      | 42       | 44       | 12       | 6        |          |          |          |          |

## 選後分析
| 政黨得票率(比例代表) |
| --- |
| 基民盟/基社盟 德國另類選擇黨 德國社會民主黨 聯盟90/綠黨 左翼黨 理性和公正 自由民主黨 自由選民黨 每個政黨得票率增減 領先政黨 |

聯盟黨、選擇黨及左翼黨被視為此次選舉的最大贏家。然而，選後有報導指出，新一屆德國聯邦議院在多元性方面存在不足。此外，由於蕭茲政府於2023年推動的選舉改革，23名在選區內獲得最高選票的候選人（按照舊制度可獲得直接席次）未能進入議會。

#### 基民盟/基社盟
在此次選舉中，聯盟黨成功奪回領先地位，結束上屆選舉敗給社民黨的局面。然而，儘管該聯盟以28.5%的政黨票支持率取得小幅增長，仍無法與梅克爾時代的輝煌成績相提並論。對基民盟而言，這次選舉結果是該黨在其歷史上第二差的表現，而對基社盟而言，則是第三差。
儘管如此，基社盟仍成功拿下巴伐利亞州全部47個選區，而基民盟則在西德各邦從社民黨和綠黨手中奪回多數直選席位。然而，在東德各州及柏林東部，基民盟卻全面失利，所有直選席位均被選擇黨奪得。此外，由於新選制對政黨票比例的限制，聯盟黨在西德的選舉成績受到了較大影響。

#### 德國另類選擇黨
另一方面，選擇黨在本次選舉中崛起為議會第二大黨，以超過20%的得票率取得約五分之一的議席。與上屆大選相比，該黨的直選勝利席次從16席大幅增至46席，並在東德各州幾乎橫掃所有選區，僅有位於埃爾福特、萊比錫和波茨坦周邊的三個選區例外。此外，在柏林的馬扎恩-黑勒斯多夫，選擇黨同樣獲得勝利。
該黨的政黨票成績也展現了類似趨勢，甚至在西德的蓋爾森基興與凱撒斯勞滕等選區獲得最高票，顯示其支持基礎已不再侷限於東部地區。

#### 德國社會民主黨
社民黨在本次聯邦議會選舉中創下歷史最差紀錄，政黨票得票率首次跌破20%，並且首次僅位居議會第三大黨。此外，在選區票方面，社民黨同樣遭遇前所未有的低迷表現，全國僅在44個選區獲得多數支持。
在東德各邦，唯一成功獲得直選勝利的社民黨候選人是現任總理及連任候選人蕭茲，他以21.8%的微弱優勢險勝，與上屆大選時的明顯優勢形成鮮明對比。在黑森州，社民黨僅在兩個選區贏得直選席位。至於政黨票表現，該黨雖仍在傳統票倉如漢堡、不來梅及魯爾區維持領先，但其政治優勢已出現明顯裂痕。在圖林根與薩克森，這個曾經的「全民政黨」得票率甚至跌破10%。

#### 联盟90/绿党
綠黨則再次突破11%的得票率，創下該黨歷來第二佳的大選成績。然而，與上屆相比，支持率仍下降約三個百分點。儘管綠黨在大多數選區成功守住直選席次，但部分選區仍失守於聯盟黨或左翼黨，其中包括現任副總理哈貝克所在的弗倫斯堡，以及柏林的普倫茨勞貝格東——該選區曾由施特勒貝勒在2002至2013年間代表綠黨奪下。

#### 左翼黨
對於左翼黨而言，本次選舉的前景並不樂觀。該黨在上屆選舉中僅憑三個直選席位勉強進入議會，而由於部分議員脫黨並成立「理性和公正」，左翼黨在聯邦議會的地位進一步下降，僅保有團體席次。此外，進入2025年之際，該黨的民調支持率更一度跌至僅3%。
然而，左翼黨成功扭轉頹勢，在本次選舉中以8.8%的第二選票得票率，創下該黨歷來第三佳的聯邦選舉成績，僅次於2009年與2017年。此外，該黨還成功贏得六個直選席位，其中包括圖林根邦前邦總理拉梅洛及前聯邦議會領袖吉西的選區，確保了該黨在聯邦議會的席次。然而，巴奇則在羅斯托克第二選區以微弱差距敗給選擇黨候選人，未能衝擊下該議席。

#### 理性和公正
理性和公正此次則首次正式參加聯邦議會選舉。儘管該黨在第二選票中獲得4.98%的支持率，表現略優於左翼黨在上屆的選舉成績，但最終仍因僅差約9,500票，未能突破5%的門檻。此外，由於未能在任何選區贏得直選席位，理性和公正將無法進入聯邦議院。然而，該黨在東德各邦（包括柏林）及薩爾蘭的政黨票得票率均超過5%，並在薩克森-安哈特、勃蘭登堡及梅克倫堡-前波美拉尼亞等地更突破10%。相比之下，在巴伐利亞，該黨僅獲得約3%的支持率。

#### 自由民主黨
自民黨在本次聯邦議會選舉中遭遇慘重失敗，第二選票得票率大幅下跌超過七個百分點，最終僅獲得4.3%，甚至比2013年時的成績更差。這也意味著，自民黨將繼2013年後，第二次無法進入聯邦議院。即便在其傳統票倉——巴登-符騰堡，該黨的支持率也僅剩5.6%。除了黑森以微弱優勢勉強突破5%門檻外，自民黨在全國範圍內普遍失利，其中在圖林根更是跌至僅2.8%，創下歷史新低。

#### 其餘政黨
在其他小黨方面，唯一獲得議席的政黨是免受選舉門檻限制的南什列斯威協會。而此前將進入聯邦議會作為目標的選民黨則未能達成預期，得票率不升反降，相較2021年大選下降一個百分點。動物保護黨同樣大幅流失近三分之一的選票。另一方面，德國伏特黨的支持率略微上升至0.7%，但與其在歐洲議會選舉的成功相比仍相去甚遠，未能接近進入聯邦議會的門檻。此外，「黨」的得票率降至0.5%以下，失去國家政黨資助資格，而德国基层民主党則進一步下滑至僅0.2%。

## 各方反應

### 國內反應

#### 基民盟/基社盟

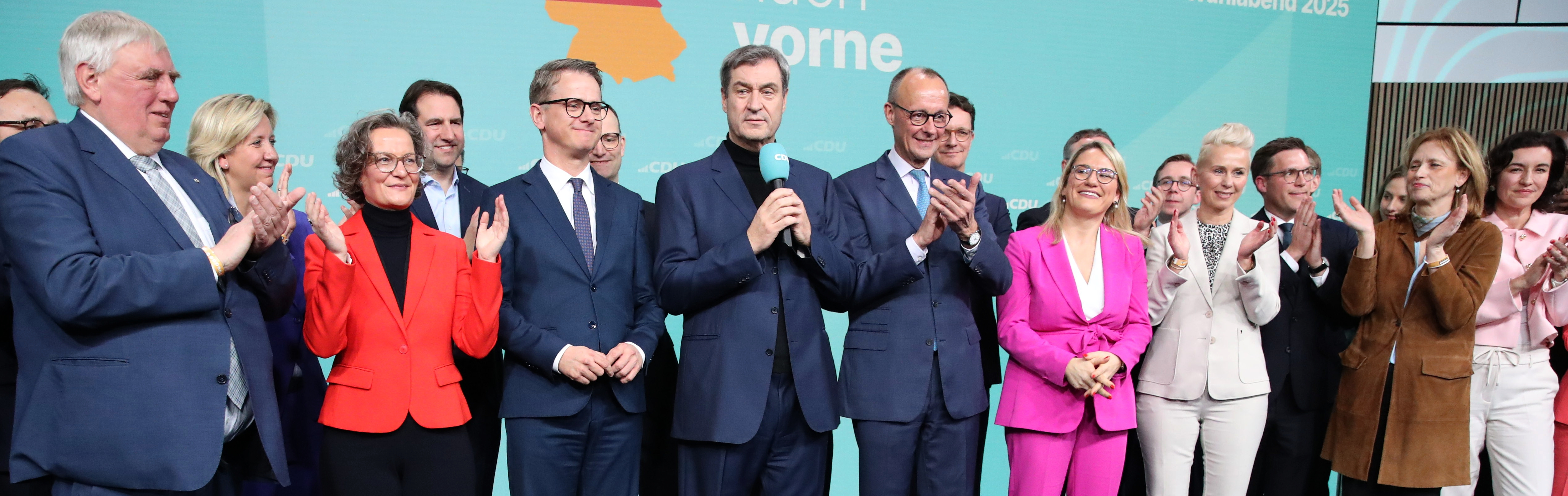
聯盟黨領導層得知選舉結果时的反應。

基民盟領袖梅爾茨在得知勝選後表示滿意，並將「儘快」組建新政府，以重振「因多重危機而動蕩的國家」，並應對極右翼勢力的迅猛崛起。 
梅爾茨強調，強化歐洲防務將是其「首要任務」，以確保歐洲大陸「逐步擺脫對美國的依賴」。 他指出，面對美國政府對歐洲命運的漠視，德國需要建立獨立的歐洲防務體系，作為「替代目前北約形態」的方案。 
基社盟主席澤德也對此次選舉結果表示滿意。他強調，聯盟黨的得票率明顯上升了5.5%，並稱「沒有基社盟，聯盟黨就不會有現在的實力」。 此外，澤德表示，雖然希望聯盟黨獲得更高的票數以實現政策轉變，但目前的結果已經證明了聯盟黨的勝利。 他還明確表示，與綠黨組建聯合政府對他而言是「絕對不可行的」。 
由於梅爾茨將會擔任總理，其新議會黨團領袖將由前衛生部長延斯·史巴恩領導。

#### 德國另類選擇黨
選後，選擇黨共同領袖魏德爾和克魯帕拉表示，這一結果顯示了選民對現有政治體系的不滿，並強調選擇黨將在議會中積極發聲，要求在聯邦議院中獲得更高的職位，包括一些委員會的主席職位和副議長席位，以反映其選舉成果。魏德爾還表示，她將繼續對其他政黨施加壓力，並設定目標在下次選舉中超越聯盟黨成為第一大黨，並強調選擇黨願意與其他政黨進行對話，特別是與聯盟黨，以探討可能的合作方式，因為兩黨都主要以反移民為競選綱領。
然而，主要政黨如聯盟黨和社民黨在選後都已明確表示，不會與選擇黨合作組建政府。 因此，儘管選擇黨在選舉中取得了顯著進展，但其在議會中的影響力仍然受到限制。
目前，該黨也已經確認，其新議會黨團將由該黨的共同領袖魏德爾和克魯帕拉繼續領導。

#### 德國社會民主黨
在選舉結果揭曉後，社民黨領袖兼現任總理蕭茲承認失敗，並宣布他個人不想成為黑紅聯盟的一部分，也不會參與由聯盟黨領袖梅爾茨主導的新政府談判。因此，社民黨共同黨魁克林拜耳接手談判，並將接替米策尼希，出任社民黨在聯邦議院的黨團領袖。不過由於克林拜耳將在5月擔任副總理，領袖位置則交棒給總書記馬提亞斯·米爾施擔任。

#### 联盟90/绿党

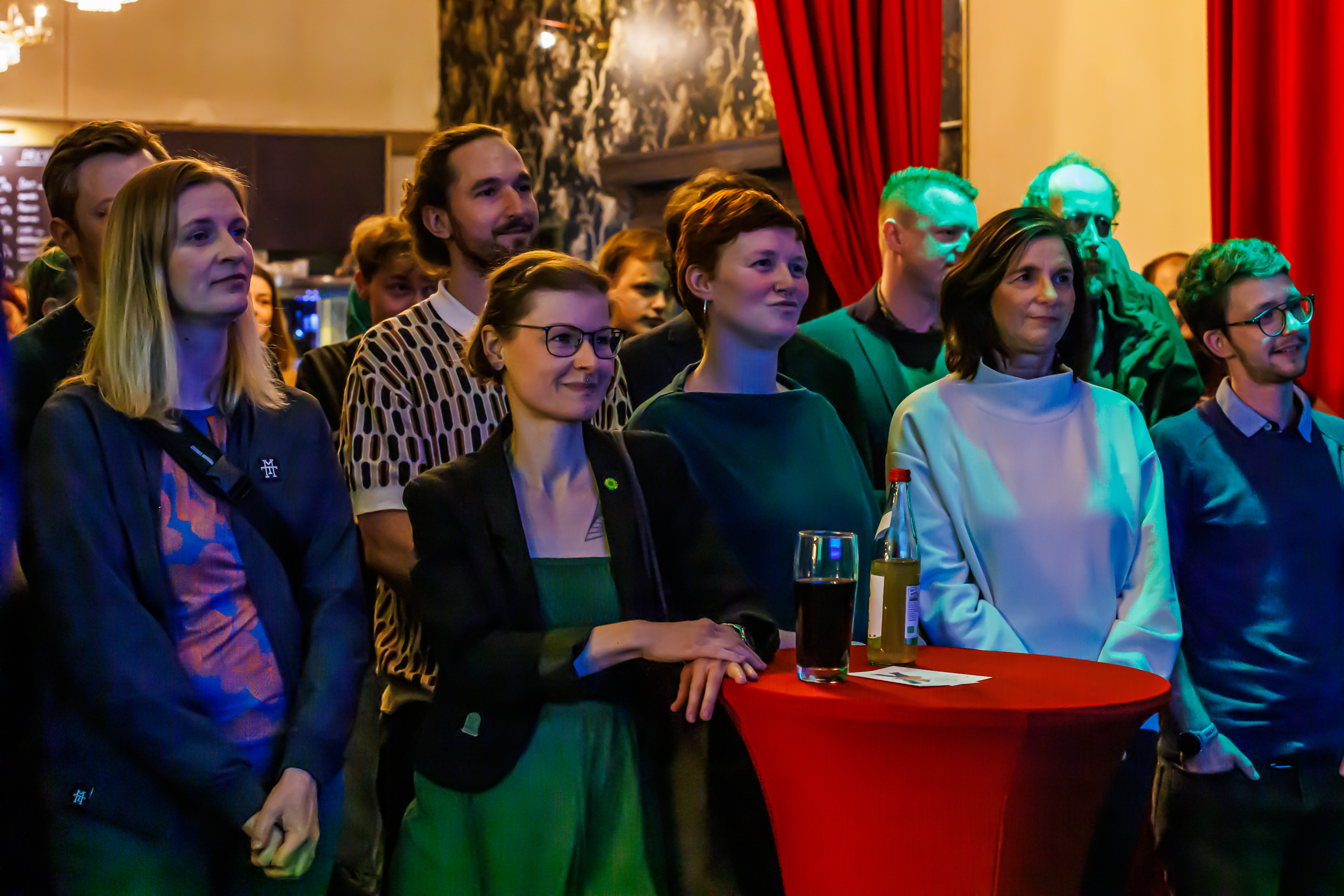
綠黨領導層得知選舉結果时的反應。

選舉翌晨，綠黨現任副總理哈貝克對選舉結果表示失望，並宣布辭去黨內領導職務。而其新議會黨團將由卡塔琳娜·德羅格和布麗塔·哈塞爾曼繼續擔任綠黨在聯邦議院的黨團領袖。

#### 左翼黨
左翼黨共同領袖范阿肯對此次選舉結果表示，他一直相信該黨能夠重返聯邦議院，並對選舉結果感到滿意。
他強調，這對左翼黨而言是一次「難以置信的好結果」，並確認該黨將作為反對黨在議會中發揮作用。范阿肯還警告聯盟黨領袖梅爾茨要「做好準備」，因為左翼黨將成為強力的反對派。他強調，未來四年將致力於與極右翼勢力對抗，並推動社會公正議題。
領銜候選人賴欣內克則對該黨的選舉表現表示滿意。她認為，左翼黨在競選期間專注於社會公正、經濟平等和環境保護等核心議題，成功吸引了選民的關注和支持。賴希內克強調，該黨的團結和明確的政策立場是取得此次成功的關鍵因素。她還指出，左翼黨將繼續在聯邦議院中推動其核心價值觀，並致力於與其他進步勢力合作，實現更公平和可持續的社會。
另外，由於達到法律標準，該黨聯邦議院黨團重新成立。賴希內克與索倫·佩爾曼將暫時擔任代理黨團領袖，直至內部架構確定並選出正式領導層。此外，共同黨魁范阿肯與施韋爾特納將在黨團領導層中繼續擁有表決權。

#### 理性和公正
理性和公正領袖瓦根克内希特對於該黨未能進入聯邦議院的結果表示不滿，她認為媒體的報導影響了選情，並計劃對選舉結果進行法律審查。該黨以4.97%的得票率，僅差約13,400票未能跨過5%門檻。她強調，這仍是「一個不錯的結果」，但帶有「苦澀的後味」。瓦根克內希特也表示她不會退出政壇，並考慮提出選舉異議，理由是大約213,000名居住海外的合格選民中，僅有少數人能及時以郵寄選票投票。瓦根克內希特表示，在這樣的數據下，「選舉結果的法律有效性值得質疑」。
然而，法律專家如索菲·舍恩貝格認為，此舉成功機率極低，原因之一是德國憲法並未賦予公民郵寄投票的權利，而導致投票截止時間較短的因素——如郵寄選票的延遲發送——亦為《基本法》所規定。
根據《北德廣播公司》和《南德意志報》的調查，負責向海外德國公民寄送選舉信件的機構本可加快處理流程。然而，對德國80個人口最多的城市進行的調查顯示，這些機構在執行過程中存在疏忽與規劃失誤，並且選擇了較為緩慢的郵寄方式，導致投票文件的寄送受到影響。

#### 自由民主黨
自民黨領袖林德纳在確認選舉結果後，宣布辭去黨魁職務並退出政壇。隨後，多名高層領導人也相繼辭職，包括副黨魁贝蒂娜·斯塔克·瓦辛格和秘書長布施曼。這場人事震盪，繼政府危機與「D日」文件事件後，對自民黨再度造成重大打擊。黨魁競選將於五月舉行。
聯邦議院副議長庫比奇曾做出同样决定，但后来改变主意表示有意竞选自民党新任党魁。但自民党青年支部「青年自由黨」要求库比茨基等老一代辞职。

### 國際反應
- 美国：美國總統唐納·川普在 Truth Social 上發文祝賀選舉獲勝者，但未提及梅爾茨或聯盟黨。他認為，德國政治右傾的趨勢與美國的發展方向一致，並指出移民與能源政策等議題是驅動這一變化的主要因素。[227]

- 英国： 英國首相基爾·斯塔默祝賀梅爾茨及聯盟黨在選舉中的表現，並表示願與德國新政府進一步合作。[228]

- 乌克兰： 烏克蘭總統弗拉基米爾·澤連斯基向聯盟黨表達祝賀，並期待與其「繼續共同努力」，以「讓真正的和平更接近烏克蘭，並強化歐洲」。[228]

- 法國： 法國總統艾曼紐·馬克宏表示，他已與梅爾茨通話，祝賀其選舉勝利，同時對社民黨領袖兼現任總理蕭茲表示讚賞。[228]

- 以色列： 以色列總理本雅明·內塔尼亞胡向梅爾茨和聯盟黨表示祝賀，並表達了希望加強兩國合作的意願。[228]

- 埃及： 埃及總統阿卜杜勒-法塔赫·塞西祝賀梅爾茨及聯盟黨在選舉中獲勝，並祝願他成功。他強調了深化戰略雙邊關係的重要性，並指出在當前關鍵時刻，雙方加強協調以促進區域和平與穩定至關重要。[229]

- 希腊： 希臘總理基里亞科斯·米佐塔基斯稱此次選舉為「我們政治陣營、德國乃至歐洲的一次決定性勝利」。他向梅爾茨表示祝賀，並強調：「有一點是確定的——你將成為德國的下一任總理。」[228]

- 捷克： 捷克總理彼得·菲亞拉呼籲與德國新政府加強合作，並期盼即將展開的聯合政府談判能夠順利達成共識。 [228]

- 匈牙利： 匈牙利總理奧班·維克多在 X（前稱 Twitter）上向選擇黨領袖魏德爾表達祝賀，並表示：「德國人民以壓倒性的數量投票支持變革。」[230]

- 芬兰： 芬蘭總理彼得利·歐爾波向梅爾茨表達祝賀，並強調德國的強大對於支援烏克蘭及促進歐洲的安全與經濟發展至關重要。[231]

- 拉脫維亞： 拉脫維亞總理埃維卡·西利尼亞對與梅爾茨攜手推動「更強大、更穩固、更具競爭力的歐洲」充滿信心與期待。[231]

- 葡萄牙： 葡萄牙總理路易斯·蒙特內哥羅表示期待與梅爾茨加強合作，共同應對「歐盟、北約與聯合國面臨的關鍵挑戰」。[231]

- 丹麦： 丹麥總理梅特·佛瑞德里克森向梅爾茨致賀，並強調當前局勢變幻莫測，「唯有強大的歐洲與強大的德國，才能確保區域穩定與發展」。[231]

- ： 克羅埃西亞總理安德烈·普連科維奇向梅爾茲和基社盟主席澤德表達祝賀，並希望新的德國政府能夠儘快成立。[232]

- 北大西洋公约组织： 北約秘書長馬克·呂特則祝賀梅爾茲勝選，並呼籲歐洲盟友提高國防開支。[228]

- 俄羅斯： 俄羅斯克里姆林宮發言人德米特里·佩斯科夫強調，希望雙方能在共同利益領域採取更務實的合作態度，但也承認德俄雙邊關係的未來將取決於新政府的行動，表示俄方將觀察雙方關係的發展。[233]

## 政府組建
| 聯邦議院可能的執政聯盟           | 席次 |
| -------------------------------- | ---- |
| 總席次                           | 630  |
| 三分之二多數（420 個或更多席次） |      |
| 聯盟黨-社民黨-綠黨-左翼黨        | 477  |
| 絕對多數（316 個或更多席次）     |      |
| 聯盟黨-社民黨-綠黨               | 413  |
| 聯盟黨-選擇黨                    | 360  |
| 聯盟黨-綠黨-左翼黨               | 357  |
| 聯盟黨-社民黨                    | 328  |
| 無多數票（315 個或更少席次）     |      |
| 聯盟黨-綠黨                      | 293  |
| 社民黨-綠黨-左翼黨               | 269  |

這次選舉結果顯示，除了聯盟黨與社民黨組成的黑紅聯盟外，其他所有未事先排除的政府組合都無法成立。社民黨、綠黨與左翼黨的紅紅綠聯盟，與聯盟黨和綠黨的黑綠聯盟一樣，都未能獲得議會多數。
在選舉結果出爐後，聯盟黨與社民黨都表示將展開聯合執政談判，以組建新政府。由梅爾茨領導的聯盟黨成為最大政黨，但未能獲得絕對多數，因而需要尋求組建聯合政府。社民黨則由共同黨魁克林拜耳領導，並參與談判以評估潛在合作機會。預計由聯盟黨與社民黨組成的「大聯合政府」將使德國兩大主要政黨共同執政，實現權力共享。
由於在此次選舉前，聯盟黨與社民黨始終是最強大的政黨，因此兩者組成的聯盟通常被稱為「大聯合政府」。德國歷史上曾四次出現此類聯合政府，分別是基辛格內閣、梅克爾第一屆內閣、梅克爾第三屆內閣與梅克爾第四屆內閣。首次成立於1966年，當時由於時任總理路德維希·艾哈德領導的聯盟黨與自民党組成的黑黃聯盟瓦解；最近一次則是在2017年至2021年，當時時任總理梅克爾執政，因聯盟黨、綠黨與自民黨的聯合談判破裂，最終促成了大聯合政府的誕生。此類聯盟往往是在其他可能的聯合政府無法成形時才得以實現。
而在選舉結束的翌晚，聯盟黨領袖梅爾茨明確表示，他與其政黨堅決反對與選擇黨合作組建政府。他強調：「我們在許多領域持有根本不同的立場，例如外交政策、安全政策、歐洲事務、歐元以及北約……等。 你們（選擇黨）的目標與我們背道而馳，因此不會有任何合作。」梅爾茨隨後透露，聯盟黨將與社民黨展開組閣談判，並預計在4月前達成協議。然而，2025年1月，聯盟黨卻在移民政策議題上尋求選擇黨的支持，引發外界質疑該黨過去排除極右翼勢力的立場是否已經改變。
由於自民党與理性和公正未能跨過5%門檻，對聯合政府的組建產生了重要影響。這一結果簡化了梅爾茨的組閣選項，使其能夠僅與社民黨合作，無需尋求第三政黨加入聯盟。若其中任何一黨成功進入聯邦議院，梅爾茨便需額外納入第三政黨以確保多數席位。據報導，若需擴大聯盟，最可能的選擇將是綠黨。
然而，黑紅聯盟雖然曾在梅克爾執政期間運行12年，但梅爾茨的保守立場及其過去對左翼政黨的批評，使這一合作關係受到質疑。此外，雙方在移民政策、對烏克蘭援助、公共支出及財政政策上的分歧，也可能影響組閣的成功機會。而基社盟主席澤德的立場（例如他不支持與總理蕭茲和綠黨組閣），亦是另一個不確定因素。

### 談判開始
2月28日，聯盟黨與社民黨正式展開試探性談判，雙方原本計劃於3月5日才開始談判，部分原因是考量到3月2日漢堡的議會選舉以及在德國部分地區深受歡迎的狂歡節。然而，克林拜爾與梅爾茨最終決定提前展開對話，以避免政治僵局，確保政府能夠應對當前挑戰，包括經濟停滯、俄烏戰爭，以及美國總統川普可能影響歐洲關係的行動，雙方各派出九人團隊進行協商。

#### 聯盟黨試探性談判代表
- 弗里德里希·梅爾茨 – 基民盟黨魁兼黨團領袖
- 馬庫斯·澤德 – 基社盟黨魁兼巴伐利亞邦總理
- 卡斯滕·林內曼（英语：Carsten Linnemann） – 基民盟秘書長
- 馬丁·胡貝爾（德语：Martin Huber (Politiker, 1977)） – 基社盟秘書長
- 亞歷山大·多布林特 – 基社盟議院黨團領袖
- 托爾斯滕·弗雷（英语：Thorsten Frei） – 議院事務總幹事
- 米夏埃爾·克雷奇默（英语：Michael Kretschmer） – 薩克森邦總理
- 卡琳·普里恩（英语：Karin Prien） – 基民盟副黨魁
- 多蘿西·貝爾（英语：Dorothee Bär） – 基社盟聯邦議院議員

據報導，聯盟黨起初的談判團隊未有女性代表，引發爭議，後來才補充女性成員。

#### 社民黨試探性談判代表
- 拉爾斯·克林拜耳 – 社民黨共同黨魁兼黨團領袖
- 薩斯基婭·埃斯肯 – 社民黨共同黨魁
- 安克·雷林格 – 薩爾蘭邦總理
- 曼努埃拉·施維西希（英语：Manuela Schwesig） – 梅克倫堡-西波美拉尼亞總理
- 貝貝爾·巴斯 – 德國聯邦議院議長
- 鮑里斯·皮斯托瑞斯 – 聯邦國防部長
- 胡貝圖斯·海爾（英语：Hubertus Heil） – 聯邦勞工與社會事務部長
- 馬蒂亞斯·米爾施（英语：Matthias Miersch） – 社民黨秘書長
- 阿希姆·波斯特（德语：Achim Post） – 北萊茵-威斯特法倫邦黨團領袖

在首次會談後，兩黨都對開放且具建設性的對話氣氛表示肯定，而財政部長庫基斯則向談判代表概述了國家財政狀況。
然而，從會談一開始，聯盟黨與社民黨在多項議題上便存在顯著分歧，包括對債務剎車機制的改革（該機制旨在將德國年度預算赤字限制於GDP的0.35%）、稅收改革、最低稅率調整、最低工資政策、公民收入制度、移民政策以及選舉制度改革等。
由於2月28日川普與澤連斯基之間的衝突，美國總統川普宣布暫停對烏克蘭的軍事援助後，兩黨意識到需要迅速組建一個能夠有效治理歐洲最大經濟體的政府，於是共同決定改變原定計劃，提前於3月3日再次談判，並強調形勢緊迫。
3月4日，聯盟黨與社民黨的談判代表在記者會上宣布，計劃於本屆德國聯邦議會期間修訂《基本法》，設立5000億歐元的基礎建設特別基金，以投資國內基礎設施。此外，他們還希望在年底前放寬債務剎車機制，以加強對聯邦國防軍的資助。
3月8日，聯盟黨與社民黨的談判代表表示結束試探性談判，並提出一份長達11頁的協商文件。該文件的核心內容包括加強庇護法規、改革公民津貼、將最低工資提高至每小時15歐元，以及縮短每日工時等措施。隨後，兩黨領導層批准展開聯合政府談判，並於3月13日正式啟動談判程序。正式性談判分為16個工作小組進行，每個小組由7名社民黨成員、6名基民盟成員和3名基社盟成員組成，總計有256人參與談判。
然而，許多反對黨對該文件迅速作出回應：選擇黨認為該文件代表「社會主義」；自民黨批評其為「意識形態化的氣候政策」；左翼黨及綠黨認為社會政策部分有所缺失；理性和公正則批評「為選擇黨2029年入主總理府鋪設的紅地毯」。許多經濟學家也對該文件提出批評。

#### 債務剎車機制
由於基礎建設特別基金和放寬債務剎車機制等兩項提案皆需修訂《基本法》，且需獲得聯邦議院三分之二多數通過，並獲得聯邦參議院的批准。然而，新當選的聯邦議院中，選擇黨、綠黨與左翼黨合計席次超過三分之一，成為「關鍵少數」，新政府若要推動修憲，必須爭取其中一方的支持。目前聯盟黨與社民黨皆不願與選擇黨合作，而左翼黨則反對任何國防投資，使得修憲變得困難重重。
為確保議案順利通過，聯盟黨與社民黨決定不經由新國會，而是試圖在即將卸任的第20屆德國聯邦議會內進行表決。若能獲得綠黨或自民黨的支持，即可確保所需的三分之二多數，進而通過立法。
根據《基本法》第39條第2款，聯邦議院在新當選議會正式就職前，仍具有決議權與行動能力，而新議會最遲須於選舉後第30日內召開。因此，聯盟黨與社民黨將其提案提交至聯邦議院，並憑藉其多數優勢，申請於3月12日與18日召開兩場特別會議，以審議憲法修正案。
3月10日，綠黨宣布不會支持聯盟黨與社民黨的方案，並向聯邦議院提交自己的草案。綠黨的版本主張「債務剎車」機制應不僅適用於國防，還應涵蓋民防及網絡安全（最高1% GDP）。同時，他們認為基礎建設特別基金將被用來兌現聯盟黨與社民黨的競選承諾，而非真正用於基礎建設。儘管如此，綠黨仍表達了進一步談判的意願。
與此同時，選擇黨與左翼黨向聯邦憲法法院提起訴訟，試圖阻止「舊」聯邦議院召開特別會議並通過憲法修正案，理由是這侵犯了他們作為國會議員的權利。然而，聯邦憲法法院於3月14日裁定，此申訴缺乏法律依據，並予以駁回。
首場特別會議於3月12日在聯邦議院舉行。經過長時間的辯論，聯盟黨與社民黨的動議，以及綠黨和自民黨的提案，均被提交至相關委員會進一步審議。同日，聯邦各邦總理在柏林呼籲加快立法進程。然而，目前尚不確定聯邦參議院是否能獲得必要的多數支持，因為巴伐利亞的選民黨以及勃蘭登堡和圖林根的理性和公正表示不會支持該法案。
3月13日，綠黨、聯盟黨與社民黨達成協議。根據妥協方案，5000億歐元基礎建設特別基金中的1000億歐元將用於氣候保護。此外，民防、網絡安全及情報機構的支出也將被排除在「債務剎車」機制之外。
3月16日，聯邦議院預算委員會召開會議，該委員會主要負責此項申請的審議。會議討論了聯盟黨、社民黨、綠黨及自民黨提交的動議。最終，委員會在其決議建議中提議將聯盟黨、社民黨與綠黨已達成共識的立法文本提交表決，而自民黨的法案則遭到否決。
3月17日，聯邦憲法法院公佈了多項有關緊急請願的裁決，這些請願由選擇黨、左翼黨及自民黨或其國會議員提交。原告方主張，立法程序的規劃侵犯了其作為國會議員的權利，因為立法推進的速度無法與議題的複雜性相匹配，並要求法院裁定此違規行為，進而暫停立法程序。然而，法院在簡易程序中駁回了這些申請，理由是未能充分證明潛在的不利影響。目前，該案的主要訴訟程序仍在審理中。
|  | 69.8 % |

|  | 28.1 % |

|  | 0 % |

|  | 2.1 % |

3月18日，聯邦議院召開了第二次特別會議。在辯論開始前，議長巴斯回顧了1990年3月18日德意志民主共和國首次自由選舉的歷史。隨後，議會否決了自民黨與選擇黨提出的暫停議事規則的動議。當日的辯論焦點除了聯盟黨、社民黨與綠黨聯合提交的法案外，還包括自民黨的法案，以及理性和公正提出的決議動議——「反對戰爭挑釁，支持外交與裁軍」。
社民黨共同黨魁兼黨團領袖克林拜耳稱此舉是對德國及歐洲而言的「歷史性決定」。聯盟黨領袖梅爾茨則表示，為持續保障歐洲安全，德國需要進行「國防政策的範式轉變」。綠黨議會黨團領袖哈塞爾曼指責梅爾茨利用此事進行黨派操作，批評他在競選期間曾明確反對舉債，但她仍對最終達成的妥協感到滿意。另一方面，自民黨領袖林德纳則批評新政府「毫無節制地舉債」。選擇黨、左翼黨與理性和公正同樣對梅爾茨及立法過程提出批評。
最終，聯盟黨、社民黨與綠黨的大多數議員投下贊成票；而自民黨、選擇黨、左翼黨及理性和公正投下反對票，最終表決結果在733張票中，獲得為512票贊成、206票反對、15票未投票的結果通過了對「債務剎車」機制的修憲提案。此次表決被譽為梅爾茨的勝利，同時也是修改《基本法》，以提高國防與基礎建設支出靈活性的重要一步。
該修憲案已獲得聯邦議院三分之二多數通過，接下來將提交聯邦參議院審議，並需獲得三分之二多數的支持方可正式生效。
另一方面，第二項由自民黨提出對《基本法》的修訂的法案則在733名參與投票的議員中，得到85票贊成，630票反對，2票棄權，16名議員未投票而未能通過。

2025年3月21日聯邦參議院的組成

3月18日，巴伐利亞邦執政聯盟成員之一的選民黨宣布，他們將在聯邦參議院支持該法案，這也意味著該法案獲得三分之二多數支持已無懸念。
此外，北萊茵-西發利亞、巴登-符騰堡、不來梅和黑森邦的自民黨州議會黨團提出訴訟，試圖阻止各邦政府對該法案的支持，並要求邦憲法法院裁定。然而，這些訴訟因不具受理資格而遭到駁回。根據法律，邦政府為聯邦參議院的正式代表，擁有最終投票權，無需接受州議會單一黨團的法律挑戰。此外，只有州議會作為整體，才有權代表本州在司法層面提出異議。
3月21日上午，聯邦憲法法院駁回了選擇黨提出的緊急申請，該申請旨在阻止聯邦參議院召開會議。會議由聯邦參議院主席兼薩爾蘭邦總理雷林格主持，她在開場時發表了紀念演說，以悼念已故的前聯邦參議院主席兼圖林根邦總理伯恩哈德·沃格爾。
隨後，會議立即進入預定的立法修正議程。在發言中，巴登-符騰堡邦總理溫弗里德·克雷奇曼讚揚了將5000億歐元基礎建設計畫擴展至涵蓋氣候保護領域的決定，並強調：「加強氣候保護是本世紀的核心任務。」然而，他同時對立法過程的快速推進表示憂慮，認為這可能帶來「不穩定感」。
巴伐利亞邦總理澤德則強調，基礎建設資金應該被合理分配與有效運用，「這筆資金不能成為任何計畫都能隨意取用的自助餐。」他同時呼籲制定長期還款計畫。
無論政黨立場如何，幾乎所有發言者均對聯邦各州債務剎車機制的放寬表示支持，並敦促聯邦政府大幅加快基礎建設計畫的規劃及合約核准程序，並迅速通過必要的實施法案，以解決「老舊失修的基礎設施」以及「投資積壓」這兩大問題（多位發言者皆使用了這些詞彙）。不來梅邦政府首長安德列亞斯·博文舒爾特更直言：「如果我們無法在實際操作中妥善管理，那麼再美好的特別基金也毫無用處。」
然而，直至最後關頭，法案能否獲得多數支持仍存在不確定性，因為同樣參與執政的不來梅與梅克倫堡-西波美拉尼亞的左翼黨亦不願投下贊成票。對此，梅克倫堡-佛波門邦總理施維西格在解釋投票立場時指出，儘管左翼黨反對將國防支出超過GDP1%的部分排除在債務剎車機制之外，然而「綜合考量後，梅克倫堡-前波美拉尼亞基於邦內政治責任與利益，仍選擇支持這項立法方案。」
最終，除了勃蘭登堡、萊茵蘭-普法爾茨、薩克森-安哈特和圖林根之外，所有聯邦州皆投下贊成票，其餘邦則選擇棄權。導致棄權的主因在於執政聯盟內部意見分歧——基民盟與社民黨支持該法案，而理性和公正與自民黨則主張否決。由於聯邦參議院規定，各邦在投票時須以整體立場表態，僅能選擇「贊成」或「反對」，因此在內部分歧無法彌合的情況下，該邦只能選擇棄權。
由於勃蘭登堡、薩克森-安哈特、圖林根及萊茵蘭-普法爾茨四個邦均選擇棄權，根據規則，此舉被視為反對票。
最後聯邦參議院以53票贊成、16票反對的結果通過了修正案，成功達到法定門檻，正式成為法律。
總統施泰因迈尔於3月22日簽署了該法律，也代表此法律正式生效。

### 談判結果
2025年4月9日，聯盟黨與社民黨的談判代表就一份聯合執政協議達成共識。該協議尚須分別由各黨中央執行委員會審議通過，社民黨則還需透過全體黨員公投予以確認。根據協議內容，內閣將由聯邦總理梅爾茨領銜，副總理則由社民黨共同黨魁克林拜耳擔任，共設有17位部長職位。這些部會職權依照黨派比例分配：基民盟將負責7個部門，包括經濟部、外交部及新設立的數位部；社民黨亦將主掌7個部門，包括財政部、司法部與國防部；而基社盟則分得3個部門，其中包括內政部。
2025年4月10日，基社盟黨主席團一致決議加入聯合政府。基民盟則於4月28日舉行小型黨代表大會，通過聯合執政協議。社民黨則於4月30日透過黨員投票，決定參與組閣。
同年4月28日，聯盟黨公布了其部長及國務秘書人選。社民黨於4月30日宣布黨員投票結果之日，正式提名克林拜耳為準副總理與財政部長。在2025年5月5日聯合協議簽署前夕，社民黨亦對外公布了其部長名單。
最終聯盟黨與社民黨於5月5日正式簽署聯合執政協定。這一決定標誌著新政府組建進程的圓滿落幕。最終，該聯盟將獲得328個席位，遠超過取得多數所需的316席。

### 總理選舉
2025年5月5日，總統施泰因迈尔正式向聯邦議院提名梅爾茨出任總理，啟動總理選舉程序。2025年5月6日，梅爾茨在聯邦議院的首輪投票中未能當選總理，距過半門檻僅差六票。這是德國史上首次聯邦議院否決總統提名的總理人選。
| 投票次數                              | 候選人 | 候選人                     | 得票數 | 得票數 | %      | 聯盟 | 聯盟 | 聯盟 | 聯盟     |
| 第一輪投票                            |        | 弗里德里希·梅爾茨 (基民盟) | 贊成   | 310    | 49.21% |      |      |      | 黑紅聯盟 |
| 第一輪投票                            | 反對   | 弗里德里希·梅爾茨 (基民盟) | 307    | 48.72% |        |      |      |      | 黑紅聯盟 |
| 第一輪投票                            | 棄權   | 弗里德里希·梅爾茨 (基民盟) | 3      | 0.48%  |        |      |      |      | 黑紅聯盟 |
| 第一輪投票                            | 無效   | 弗里德里希·梅爾茨 (基民盟) | 1      | 0.16%  |        |      |      |      | 黑紅聯盟 |
| 第一輪投票                            | 未投票 | 弗里德里希·梅爾茨 (基民盟) | 9      | 1.43%  |        |      |      |      | 黑紅聯盟 |
| 弗里德利希·梅爾茨沒有當選為德國總理。 |        |                            |        |        |        |      |      |      |          |

聯邦議院現有14天時間，可重新提名梅爾茨或其他候選人，並進行進一步的投票表決。在此第二階段的投票中，候選人仍須獲得全體議員過半數支持方可當選。若至5月20日止仍無人成功當選，程序將進入第三階段：舉行最終表決。若該輪投票中僅有相對多數產生的候選人，則總統可選擇任命其為總理，或宣布解散聯邦議院並舉行大選。

#### 最終結果
後來梅爾茨在當天下午的聯邦議院第二次投票中當選。
| 投票次數                          | 候選人 | 候選人                     | 得票數 | 得票數 | %      | 聯盟 | 聯盟 | 聯盟 | 聯盟     |
| 第二輪投票                        |        | 弗里德里希·梅爾茨 (基民盟) | 贊成   | 325    | 51.59% |      |      |      | 黑紅聯盟 |
| 第二輪投票                        | 反對   | 弗里德里希·梅爾茨 (基民盟) | 289    | 45.87% |        |      |      |      | 黑紅聯盟 |
| 第二輪投票                        | 棄權   | 弗里德里希·梅爾茨 (基民盟) | 1      | 0.16%  |        |      |      |      | 黑紅聯盟 |
| 第二輪投票                        | 無效   | 弗里德里希·梅爾茨 (基民盟) | 3      | 0.48%  |        |      |      |      | 黑紅聯盟 |
| 第二輪投票                        | 未投票 | 弗里德里希·梅爾茨 (基民盟) | 12     | 1.90%  |        |      |      |      | 黑紅聯盟 |
| 弗里德利希·梅爾茨當選為德國總理。 |        |                            |        |        |        |      |      |      |          |